# Cluj-Napoca
Cluj-Napoca (pron. [ˈkluʒ.naˈpoka]; in ungherese Kolozsvár , [ˈkoloʒvaːr]; in tedesco Klausenburg; in yiddish קלויזנבורג‎?, Kloyznburg; in latino Castrum Clus, Claudiopolis, o Napoca per l’antica città romana; in italiano storico Clausemburgo) è un municipio del nord-ovest della Romania, localizzato nella valle del Someșul Mic, a 440 chilometri da Bucarest. Cluj-Napoca è capoluogo del distretto di Cluj e capitale della regione economica nord-ovest.
Secondo il censimento del 2021 la città ha 286 598 abitanti, il che pone la città al secondo posto come popolazione in Romania. L'area metropolitana di Cluj-Napoca ha una popolazione di 411.379 persone, mentre la popolazione dell'area periurbana supera i 420.000 abitanti. Secondo una stima del 2007 fornita dalla County Directorate of Personal Records, la città ospita una popolazione visibile di studenti e altri non residenti: una media di oltre 20.000 persone all'anno durante il periodo 2004-2007. I confini comunali coprono un'area di 206,5 chilometri quadrati. Cluj è il principale polo economico del nord-ovest. La città si distingue per un settore secondario molto diversificato e per un settore terziario orientato soprattutto verso la ICT, verso i servizi finanziari, l'educazione e la ricerca, grandi aziende di produzione di videogiochi e robotica, nonché un importante centro universitario di medicina. Cluj-Napoca è dal 2024 nella top venti delle città più vivibili in Europa, con un incremento di strutture sanitarie private all'avanguardia. Cluj-Napoca e la sua regione hanno anche un grande potenziale di sviluppo turistico.
La sua storia, ricca e movimentata, ha lasciato un patrimonio architettonico di prim'ordine. Oggi la città di Cluj è al tempo stesso il più grande centro culturale della comunità ungherese di Romania e uno dei più importanti centri culturali del Paese: teatri, biblioteche, gallerie d'arte, vari festival sono tra i migliori della nazione.
Allo stesso tempo, Cluj-Napoca è come polo universitario, il più grande della Transilvania e il secondo del Paese. Le varie università e scuole della città assicurano un'istruzione di alto livello tanto nelle tre lingue storiche della Transilvania - rumeno, tedesco e ungherese - quanto in francese e in inglese. Queste condizioni favoriscono l'aumento del numero degli studenti non rumeni, europei e non. La città è uno dei più importanti centri accademici, culturali, industriali e commerciali della Romania. Tra le altre istituzioni, ospita la più grande università del paese, l'Università Babeș-Bolyai, con il suo famoso giardino botanico. Nel 2015 Cluj-Napoca è stata la capitale europea della gioventù.

## Geografia fisica
Di forma allungata secondo un asse est-ovest, Cluj-Napoca ha una superficie di 179,50 km², che si sviluppa secondo il fiume Someșul Mic. La città è anche attraversata da parecchi affluenti del fiume e possiede alcuni laghi.

### Territorio
Cluj-Napoca si trova nel cuore della Transilvania. Le sue coordinate geografiche 46°46′N 23°33′E, la collocano nella zona temperata, a circa otto gradi a sud del centro geografico del continente europeo.
La città si trova alla saldatura dei Monti Apuseni che si trovano ad ovest e dell'altopiano collinare della Transilvania che si estende ad est.

### Topografia

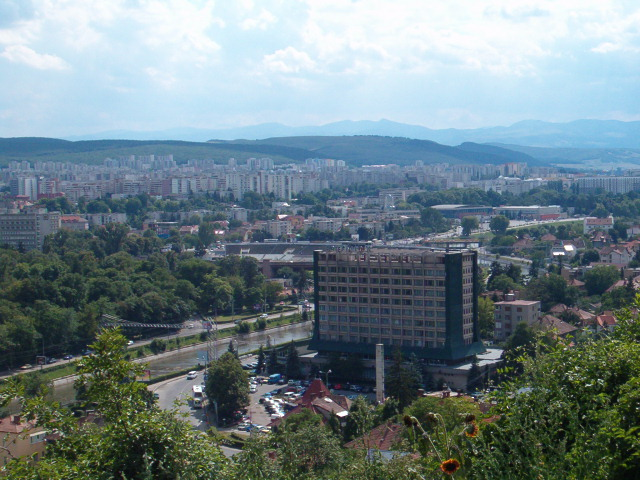
Panorama del sud-ovest della città. Sullo sfondo si vedono i Monti Apuseni.

Occupando principalmente la pianura alluvionale del Someșul Mic, Cluj-Napoca si estende anche sulle colline che delimitano la pianura a nord e a sud. Così, la parte meridionale della città occupa buona parte del versante nord della lunga collina di Feleac (825 m alla cima Măgura Sălicei); a sud-ovest la città si estende su una parte della meno imponente collina di Făget. Il nord della città occupa le cime meridionali di parecchie colline: Dealul Hoia (506 m), Dealul Gârbăului (570 m), Lombului (684 m), Dealul Melcului (617 m), Techintău (633 m) ecc. Cluj-Napoca comprende anche altre colline meno alte.
Gran parte delle colline della città sono boscose. Oltre alla Foresta Faget e alla Foresta Hoia vi si trovano due aree naturali protette, Fânațele Clujului e Valea Morii, che ospitano specie vegetali rare, come la Calypso bulbosa e varietà d'Iris e di Polygala, ecc. La fauna che vive nei boschi è ricca e varia. Oltre ad alcune specie rare, come la Vipera ursinii che vive nella riserva naturale di Fânațele Clujului, si trovano il tasso, il cinghiale, la volpe, i cervidi e, più distante, nei Monti Apuseni, l'orso bruno.

### Clima

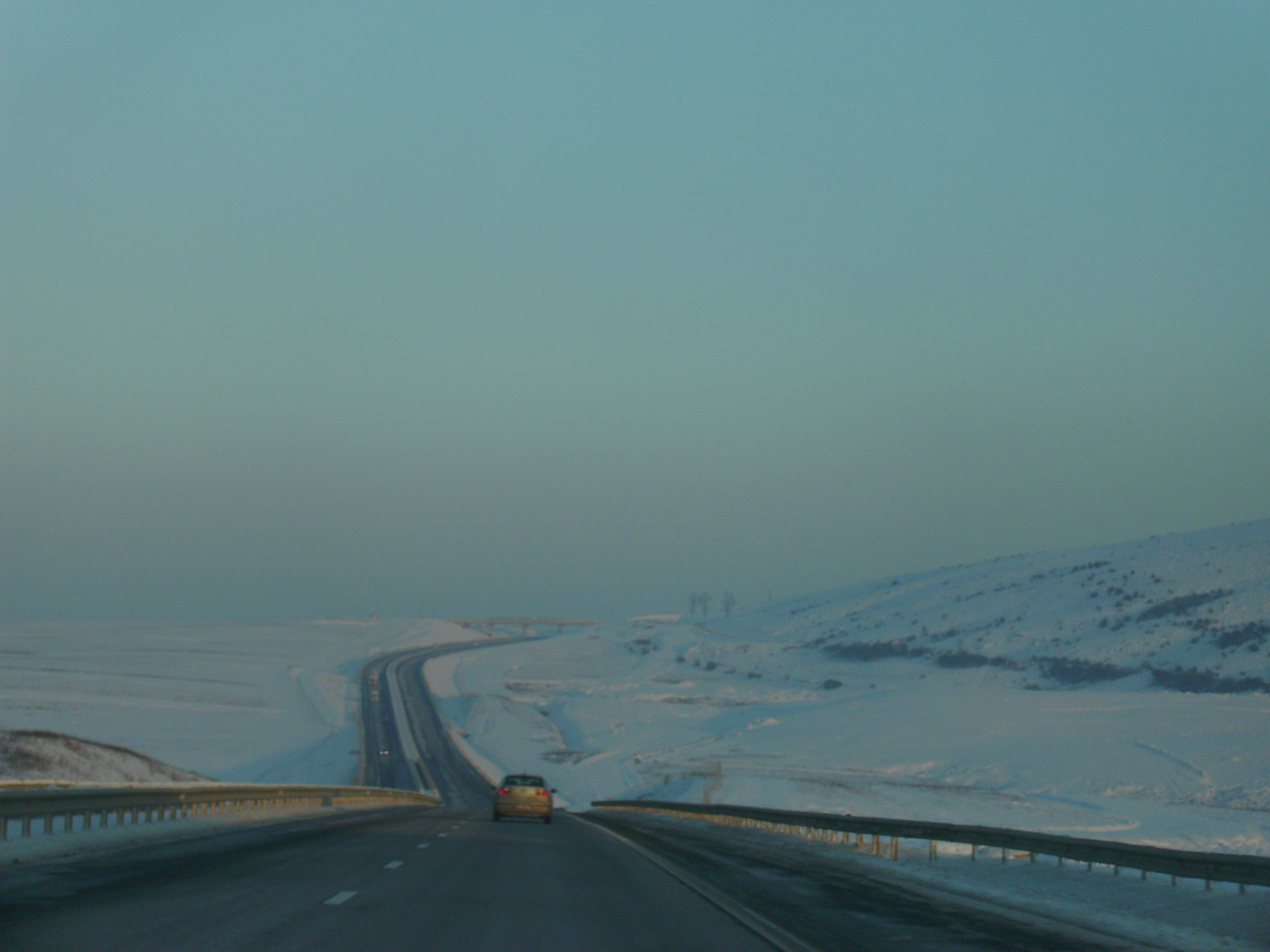
L'inverno a Cluj - foto presa sull'autostrada A3.

Il clima di Cluj-Napoca è tipicamente temperato continentale, con inverno rigido ed estate molto calda. Il passaggio dall'inverno alla primavera avviene durante la seconda metà del mese di marzo; quello dall'autunno all'inverno ha luogo nel mese di novembre.
La temperatura media annuale è di circa 8 °C (−3 °C in gennaio e 19 °C in luglio). Valori estremi di temperatura furono registrati nel gennaio 1963 (−34,5 °C) e nell'agosto 1952 (38,5 °C). La media pluviometrica è di 663 mm di pioggia annui, il mese con meno precipitazioni è febbraio con 26 mm mentre quello con maggiori precipitazioni è giugno con 99 mm.
Dal 1990 ca si osservano inverni meno rigidi (le temperature scendono raramente sotto −15 °C e il numero di giorni con neve sta diminuendo). Al contrario, d'estate fa più caldo e il numero di giorni con temperature superiori a 30 °C sta crescendo.
| Cluj-Napoca, valori normali 1991–2020 | Mesi | Mesi | Mesi | Mesi | Mesi | Mesi | Mesi | Mesi | Mesi | Mesi | Mesi | Mesi | Stagioni | Stagioni | Stagioni | Stagioni | Anno  |
| Cluj-Napoca, valori normali 1991–2020 | Gen  | Feb  | Mar  | Apr  | Mag  | Giu  | Lug  | Ago  | Set  | Ott  | Nov  | Dic  | Inv      | Pri      | Est      | Aut      | Anno  |
| ------------------------------------- | ---- | ---- | ---- | ---- | ---- | ---- | ---- | ---- | ---- | ---- | ---- | ---- | -------- | -------- | -------- | -------- | ----- |
| T. max. media (°C)                    | 0,9  | 4,1  | 10,2 | 16,6 | 21,4 | 24,9 | 26,7 | 27,0 | 21,5 | 15,6 | 8,4  | 1,9  | 2,3      | 16,1     | 26,2     | 15,2     | 14,9  |
| T. min. media (°C)                    | −5,2 | −3,8 | −0,1 | 4,7  | 9,1  | 12,7 | 14,2 | 13,9 | 9,6  | 4,9  | 0,6  | −3,6 | −4,2     | 4,6      | 13,6     | 5,0      | 4,8   |
| Precipitazioni (mm)                   | 27,3 | 24,8 | 34,6 | 51,0 | 71,2 | 91,0 | 87,2 | 64,7 | 55,5 | 45,3 | 33,8 | 34,0 | 86,1     | 156,8    | 242,9    | 134,6    | 620,4 |

## Origini del nome

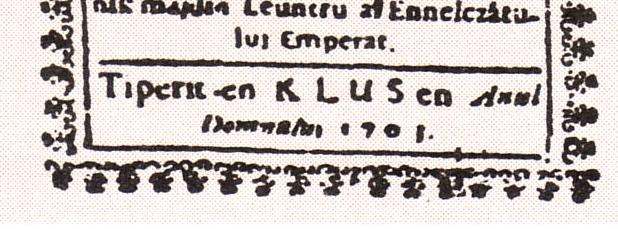
Testo rumeno „Tiperit en Klus en Anul Domnului 1703” (Stampato a Cluj nel 1703), sul foglio dal titolo Catehismului tradotto da G. Buitul

Il nome Cluj deriva secondo alcuni dal latino Castrum Clus usato per la prima volta nel secolo XII. Il termine Clus significa chiuso e si riferisce alle colline che chiudono la città. Secondo altri il nome deriva dal tedesco Klaus.
Il nome Napoca invece deriva dal nome di un insediamento preromano. Dopo la conquista romana della zona nel 106 d.C., il luogo era conosciuto come Municipium Aelium Hadrianum Napoca. Il nome potrebbe derivare dal termine greco napos (νάπος), che significa valle in legno.
Fu usato per la prima volta il nome Cluș alla proclamazione del Regno di Romania. Inoltre col decreto del Consiglio di Stato n. 194 del 16 ottobre 1974 firmato da Nicolae Ceaușescu e pubblicato sulla Gazzetta Ufficiale della Repubblica Socialista di Romania del 18 ottobre, al municipio di Cluj è stato dato il nome Cluj-Napoca.

## Storia

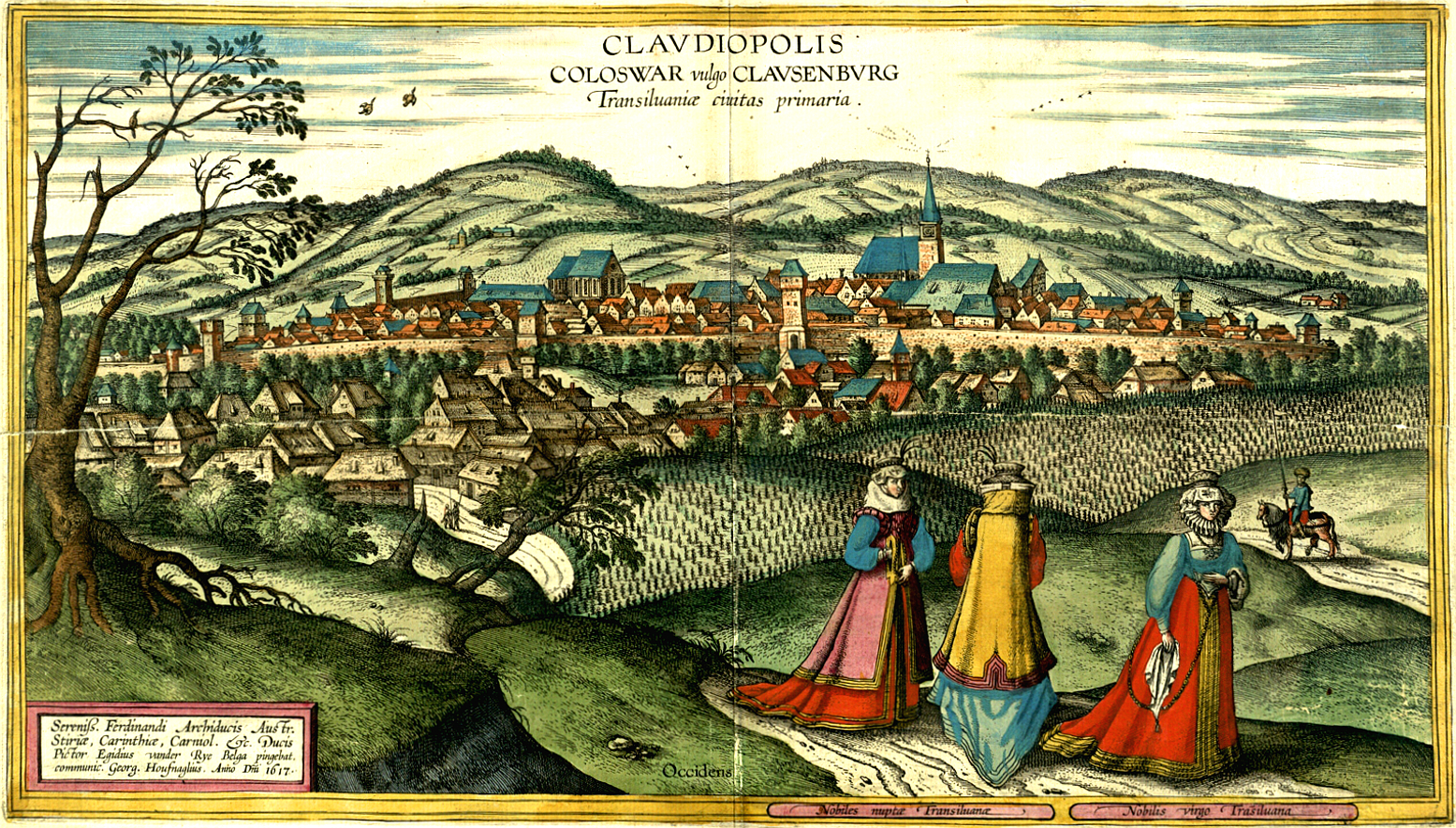
„Clavdiopolis, Coloswar vulgo Clavsenbvrg, Transiluaniæ ciuitas primaria“. Cluj nel 1617 - immagine realizzata da Georg Houfnagel da un disegno di Egidius van der Rye.

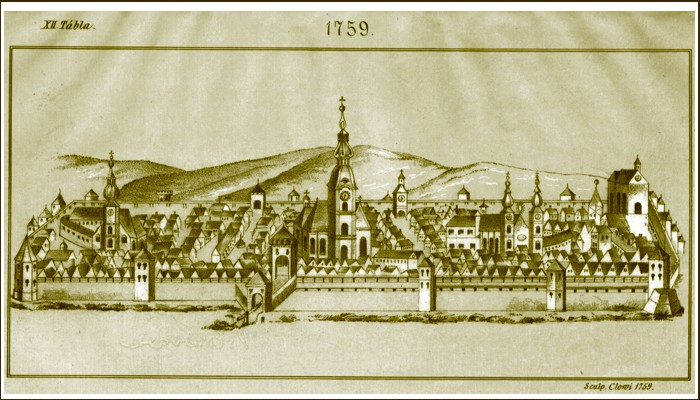
Cluj nel 1759 (stampa di Janos Szakal). Il campanile barocco della Chiesa di San Michele è stato costruito e demolito durante il XVIII secolo.

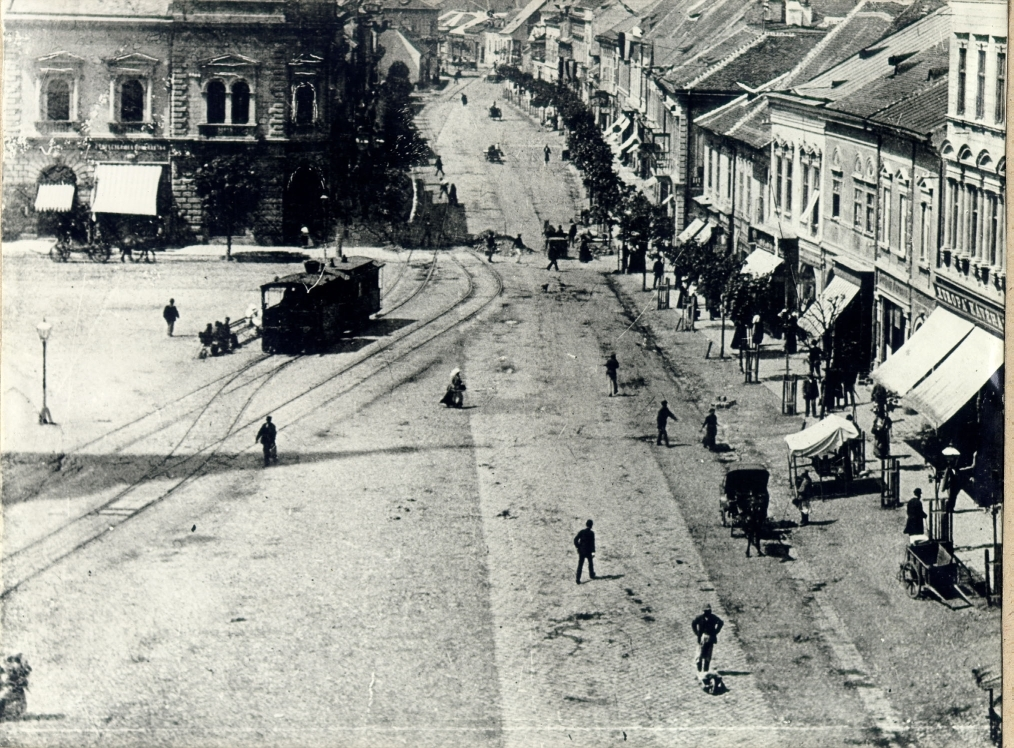
Vista dell'angolo nord-ovest della Piața Unirii. Si intravede l'ombra dell'attuale campanile neogotico della Chiesa di San Michele. (1902)

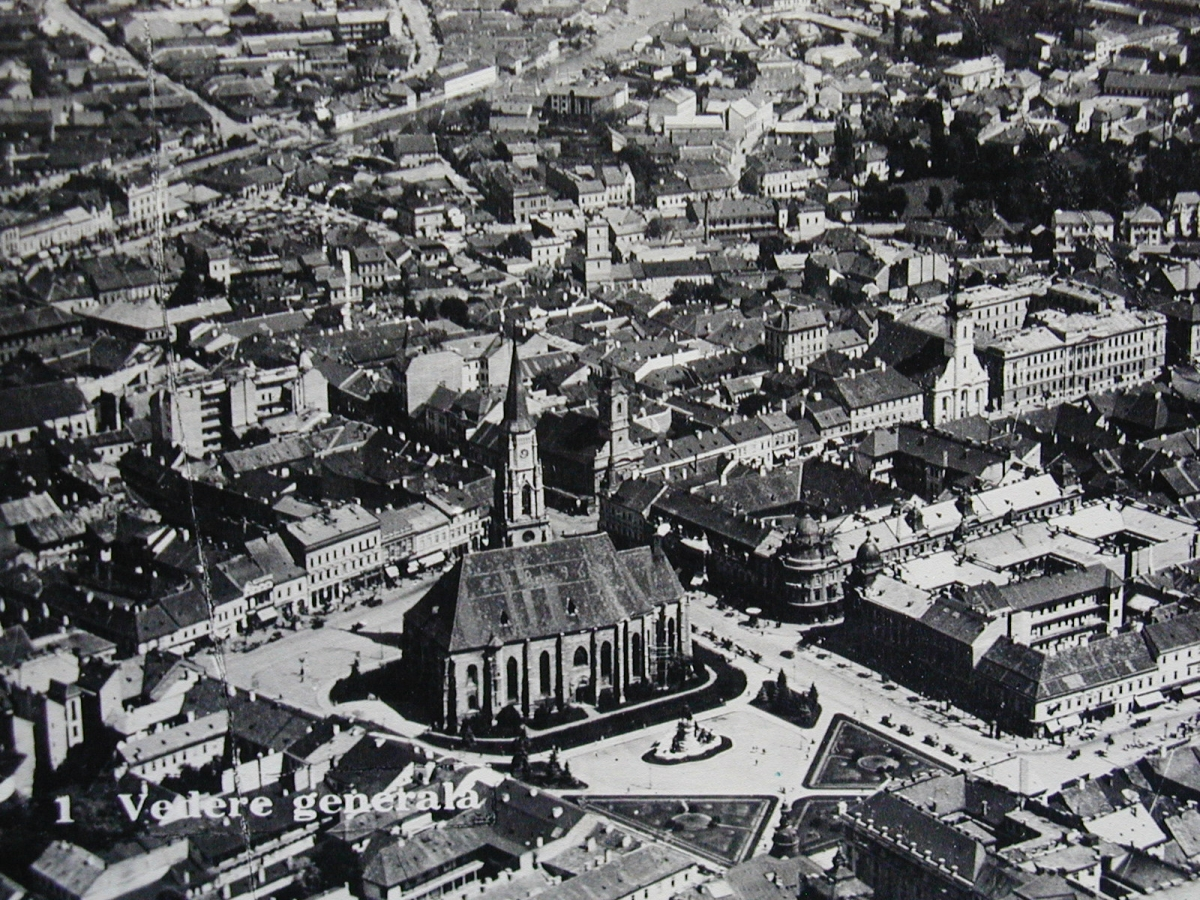
Il centro della città - vista aerea da sud-ovest (1930)

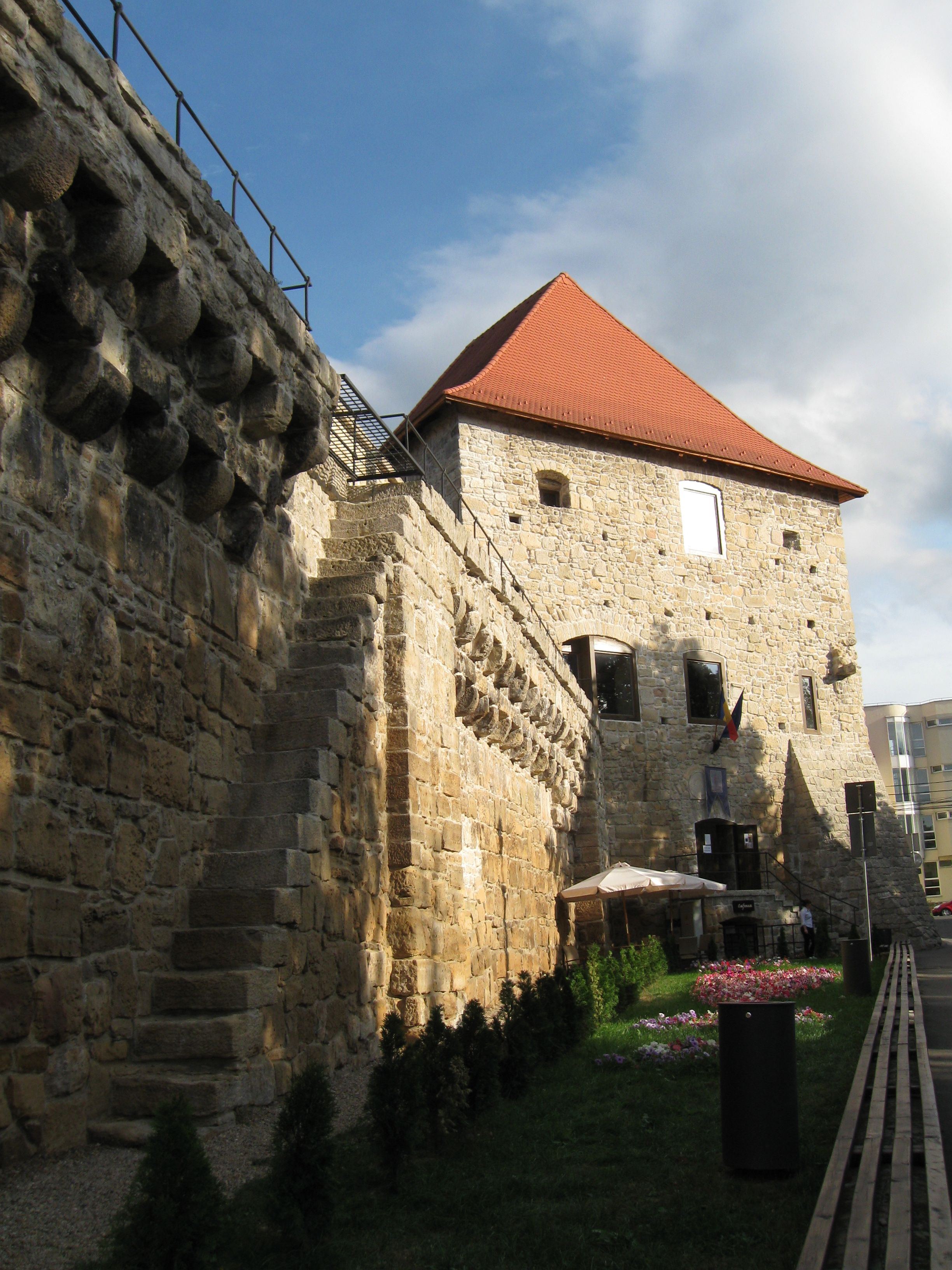
Il Bastione dei Sarti

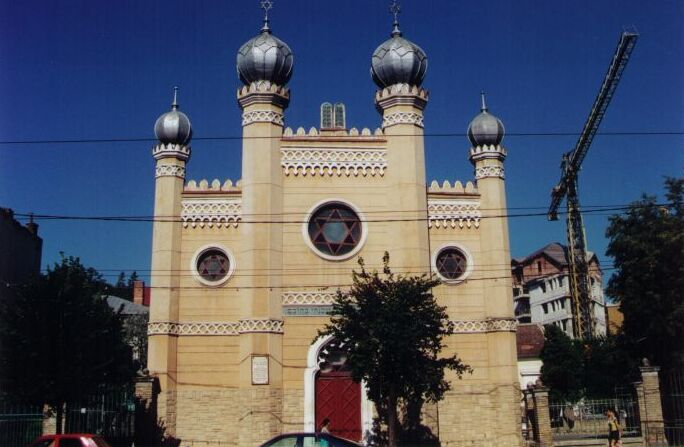
La sinagoga riformata di Cluj-Napoca.

La sua storia è molto ricca, soprattutto perché da sempre luogo di incontro di diverse lingue, culture e religioni: ungheresi, sassoni, ebree, rumene, armene, slave e altre.
I Celti venuti dall'ovest, Scordisci e Galati durante il III sec. a.C. si insediarono tra i Daci. Non si sa se Napoca, nome antico della città, sia celtico o dacico. La città prosperò grazie ai commerci con le colonie greche del Mar Nero. Più tardi, i Romani ne fecero una colonia.
Divenne importante centro amministrativo e militare nella provincia romana della Dacia fin dalla conquista di Traiano (circa 107). In seguito all'abbandono dei territori della Dacia Porolissensis al tempo degli imperatori Gallieno/Aureliano (256-271), fu occupata prima dai Gepidi, poi dai Goti, infine dagli Unni di Attila (metà del IV secolo) e dagli Avari. Si susseguirono i Daci liberi (i Carpi, che hanno lasciato il loro nome alla catena montuosa Carpazi), gli Alani (gli Iassi) e soprattutto gli Slavi, che si mescolarono alle popolazioni locali, preminentemente traciche più o meno latinizzate. La città di Napoca sparì e la cultura di Dridu, che seguì, testimonia di una vita soprattutto rurale. Dopo un periodo di appartenenza al primo impero bulgaro (le cui popolazioni erano soprattutto slavoni e valacchi e anche Iassi, Onoguri e Peceneghi), le tribù dei Magiari, a cominciare dall'895, si insediarono nel paese.
La prima menzione del nome Cluj si ha nel 1167 nella forma Castrum Clus, che significa 'piccola località fortificata'. Nel 1241 la città è devastata dai mongoli dell'Orda d'Oro e gran parte della popolazione è ridotta in schiavitù o uccisa. Rispondendo agli appelli del re Stefano V d'Ungheria, coloni tedeschi cominciarono a insediarsi a Cluj dal 1270 circa. All'inizio del XIV la città il nome cambia in Claudiopolis o Klausenburg, in ungherese Kolozsvár (più tardi con il soprannome di Kincses Kolozsvár - "Kolozsvár dei tesori", "preziosa Kolozsvár", facendo riferimento ad un antico, leggendario tesoro nascosto qui), in rumeno Klus o Cluj. Cluj guadagna lo statuto di città reale e riceve una serie di privilegi, tra cui i diritti di scegliere il parroco e di erigere una chiesa - è a quest'epoca che inizia la costruzione della Chiesa di San Michele.
Nel 1405, Sigismondo di Lussemburgo concede alla città lo statuto di città libera. Questo statuto apre la strada allo sviluppo urbano: la città ha ormai il permesso di erigere mura (delle quali è ancora visibile qualche frammento), i suoi commercianti sono sgravati da alcuni obblighi doganali e i suoi artigiani possono vendere i prodotti da Istanbul a Praga e da Venezia a Kiev. La città si sviluppa anche grazie ai privilegi concessi da Mattia Corvino, qui nato.
Dopo la conquista ottomana del Regno d'Ungheria nel 1526, la Transilvania divenne un principato autonomo sotto suzeraineté ottomana. Alla metà del XVI, la popolazione ungherese della città si convertì all'unitarianismo e questo causò la dispersione e l'assimilazione della popolazione tedesca nella massa ungherese. Gáspár Heltai, un tedesco magiarizzato, fondò la prima tipografia, una manifattura di carta, i bagni pubblici e un birrificio. Nel 1565 venne istituita la prima scuola di medicina e la prima università della città (fondata da István Báthory nel 1581). I Báthory contribuirono moltissimo allo sviluppo economico e demografico della città che, all'epoca, in Transilvania non poteva paragonarsi che a Brașov. Così, anche se la capitale politica del principato era Alba Iulia, Cluj era il principale centro economico e culturale e uno dei tre grandi centri religiosi transilvani (Cluj era il centro degli unitariani, mentre Alba Iulia era il centro dei cattolici romani e Biertan quello dei luterani).
Nel 1699, in seguito alla Pace di Carlowitz, la Transilvania entrò a far parte dell'Arciducato d'Austria preservando al stesso tempo il suo statuto di principato autonomo. Nel 1704 il generale imperiale Rabutin iniziò la demolizione delle mura della città per farle perdere la sua importanza militare e per evitare che la città divenisse un centro ostile al potere di Vienna. Nel 1715, l'esercito imperiale iniziò la costruzione della fortezza Vauban su una collina a nord-ovest delle mura, oltre il fiume (l'attuale collina della cittadella). Dal tempo dell'occupazione austriaca svolge la funzione di capitale politica ed economica della Transilvania (tra 1790 e 1848 e tra 1861 e 1867). L'impero Austriaco l'aveva appositamente scelta come capitale della zona perché la città era quasi interamente seguace di un protestantesimo radicale fondato da Ferenc Dávid, un cristianesimo pacifista che negava il peccato originario e considerava uguali in dignità tutte le religioni. Questo avvenimento storico diede impulso alla modernizzazione della città e fece aumentare inoltre il numero degli abitanti rumeni.
Dal momento che gli abitanti di Cluj parteciparono alla rivoluzione del 1848, la capitale della Transilvania fu trasferita da Cluj a Sibiu per avere un migliore controllo del territorio al potere di Vienna. Dopo la costituzione dell'Austria-Ungheria nel 1867, Cluj e tutta la Transilvania furono annesse al Regno d'Ungheria. In termini economici e demografici, Cluj era la seconda città del regno, seconda solo a Budapest. Durante la seconda metà del XIX, la città ha conosciuto grandi trasformazioni:
- a livello urbanistico (le mura furono smantellate per costruire i grandi complessi architettonici attuali, come gli ospedali della Strada Clinicilor o altri edifici e strade del centro)
- a livello politico-demografico (lo sviluppo della borghesia rumena, il memorandum del gruppo di autonomisti rumeni etc.). Nel 1918, quando la Transilvania scelse di unirsi al Regno di Romania, Cluj cominciò ad essere accessibile ai rumeni dei villaggi vicini.
A seguito del Secondo arbitrato di Vienna, Cluj è ridivenuta ungherese tra l'agosto 1940 e l'agosto 1944, riprendendo il nome ungherese, Kolozsvár. In collaborazione con i nazisti, le forze di occupazione hanno organizzato un ghetto da maggio a giugno 1944.
Cluj fu occupata dai sovietici dal 1944 al 1952. Nel 1974 Nicolae Ceaușescu ha deciso di aggiungere Napoca al nome della città, cercando di affermare la continuità della presenza rumena. Durante la sua dittatura la vita intellettuale fu repressa e le relazioni con l'estero limitate. Questi eventi penalizzarono tutti i cittadini rumeni, compresi quelli d'origine ungherese, della Transilvania. 
In seguito alla caduta del comunismo, dopo il 1990, Cluj fu governata per parecchi anni da un sindaco nazionalista, Gheorghe Funar che aumentò la tensione tra romeni e ungheresi. La fine del mandato del sindaco nazionalista, nel 2004 e lo sviluppo attuale uniscono i Clujeni indipendentemente dalle loro origini. Infatti numerose famiglie sono miste e bilingui.

### Cluj-Napoca ebraica
La città è stata uno dei punti di riferimento della cultura ebraica in Romania. Vi si ammira ancora la sinagoga neolog (uno dei rami della riforma ebraica diffuso fino alla seconda guerra mondiale tra le comunità di lingua ungherese), costruita nel 1887. È importante anche per l'ebraismo chassidico in quanto luogo d'origine della dinastia Klausenburg. La comunità ebraica, duramente provata dagli eccidi e dalle deportazioni dell'Olocausto, conta circa 300 persone; erano oltre 13 000 nel 1930.

## Simboli

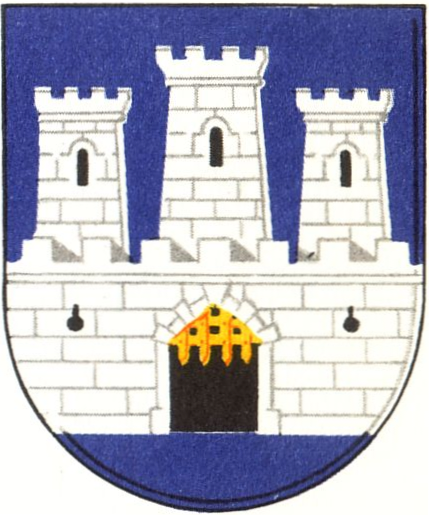
Vecchio stemma di Cluj

Nel 1999 la città cambiò stemma. A seguito di un concorso bandito nel 1995 dall'allora sindaco Gheorghe Funar, vinse il disegno di una studentessa di liceo. Nell'attuale stemma i nuovi simboli sono una lupa, il monumento alla memoria situato in Boulevardul Eroilor e Minerva.
La commissione araldica non approvò questo stemma.

## Monumenti e luoghi d'interesse

### Patrimonio architettonico

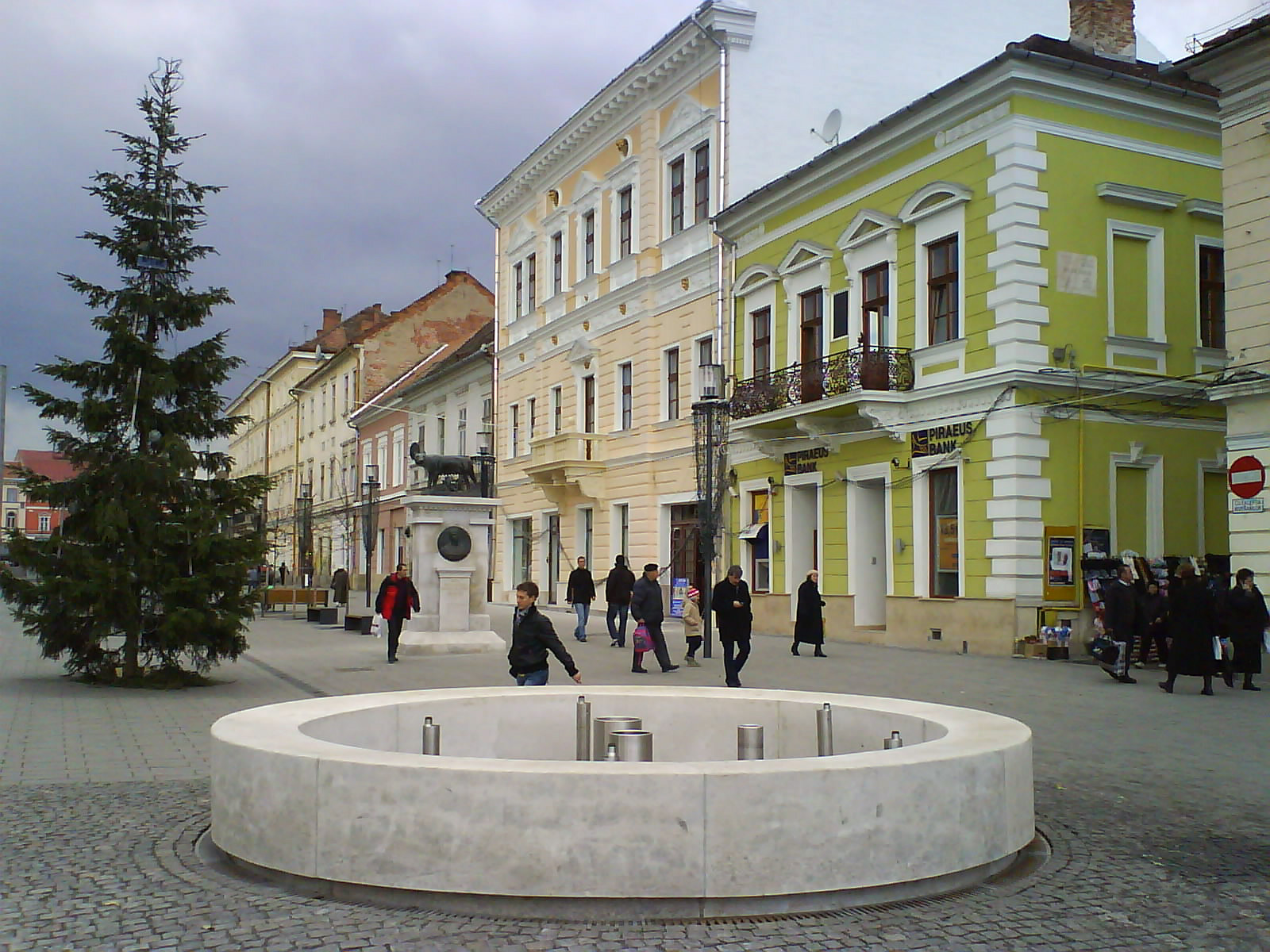
Isola pedonale del Boulevard Eroilor. In primo piano a destra, la casa natale di János Bolyai.

L'architettura attuale della città è una prova che Cluj fu sempre una città vivace: dal X secolo, l'unico dato costante fu la ricostruzione. Così, la maggior parte degli edifici antichi o di quelli che non corrispondevano più alle esigenze estetiche e di utilizzo delle nuove epoche sono stati demoliti per lasciare spazio a nuovi edifici, costruiti secondo nuovi ideali, nuovi gusti e nuove norme. Questo processo si riflette nella compresenza di numerosi edifici costruiti in diversi stili. Così, gli edifici gotici costruiti prima del XVI secolo sono stati preservati finora esclusivamente per il loro forte valore simbolico. È il caso di qualche chiesa o della Casa Matei Corvin ed è anche la ragione del ridotto numero d'edifici civili gotici che possiamo vedere oggi.
Vi si trovano importanti monumenti di epoca medievale (il Bastione dei Sarti o Bastione Bethlen, la chiesa benedettina dal Monostor, la chiesa gotica San Michele), rinascimentale (la chiesa gotica protestante senza campanile, la casa di Mattia Corvino, il Museo della Farmacia, la statua di San Giorgio che uccide il drago), barocca (la chiesa francescana, il palazzo Banffy sede del museo dell'arte), il monumento liberty a Mattia Corvino. La maggior parte dei palazzi del centro sono in stile liberty.
Tra i personaggi più importanti che hanno avuto i natali in questa città ricordiamo Mattia Corvino (grande re e mecenate rinascimentale ungherese); Ferenc Dávid, fondatore dell'unitarianesimo e portavoce della libertà di coscienza dichiarata nel 1568 in Transilvania; Ibrahim Müteferrika, primo tipografo turco di origine ungherese; István Bocskai, principe ungherese della Transilvania; Miklós Bánffy, scrittore e politico ungherese del XIX secolo, Ion Negoițescu, scrittore e poeta. Il cimitero Hazsongardi nasconde anche altri nomi di poeti, personalità di scienza e cultura.

#### Architettura civile e militare
- Palazzi in vari stili: rinascimentale, barocco, liberty, cubismo
- Fortificazioni

#### Architettura religiosa

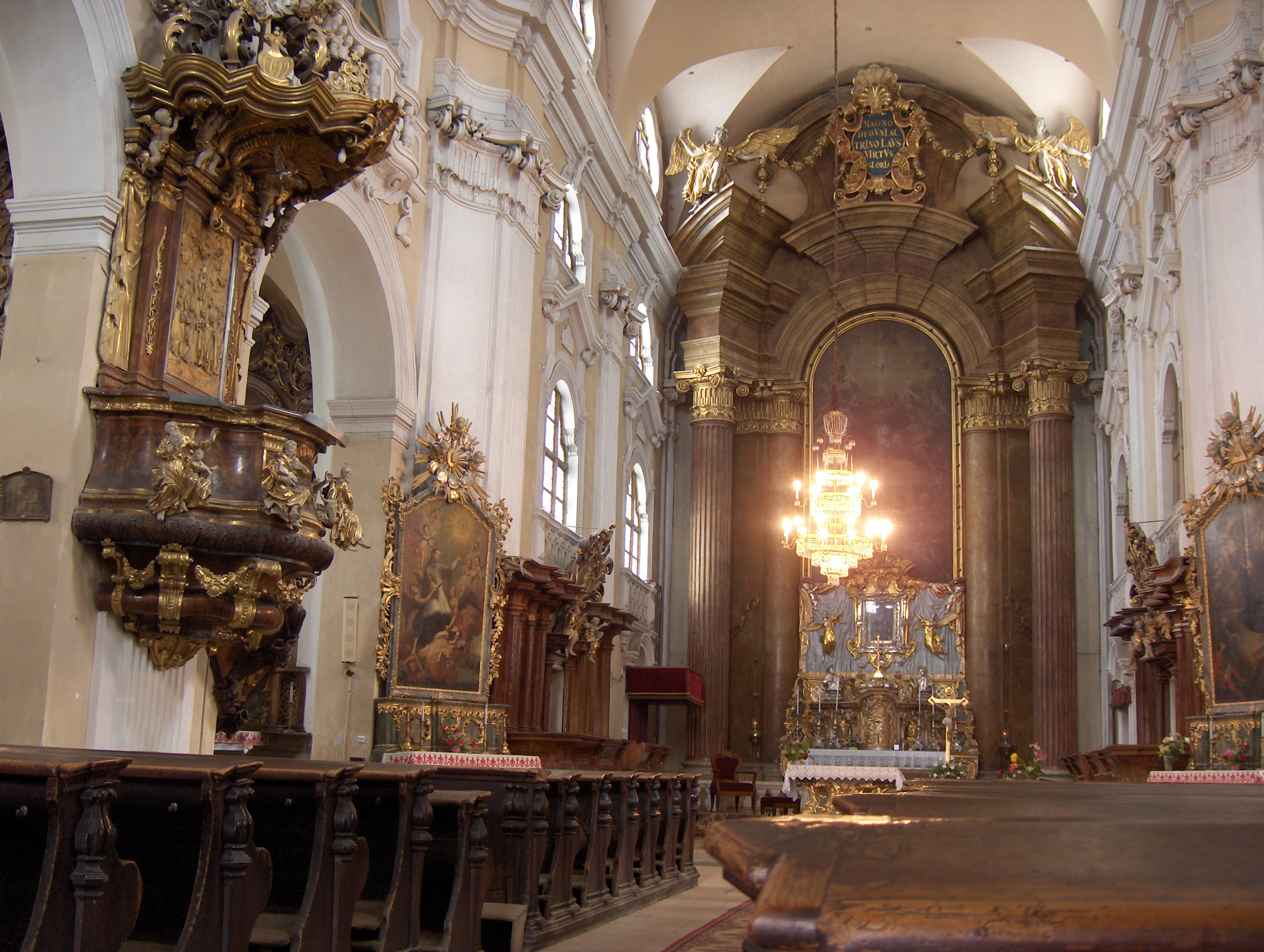
Chiesa Piarista Sfânta Treime di Cluj

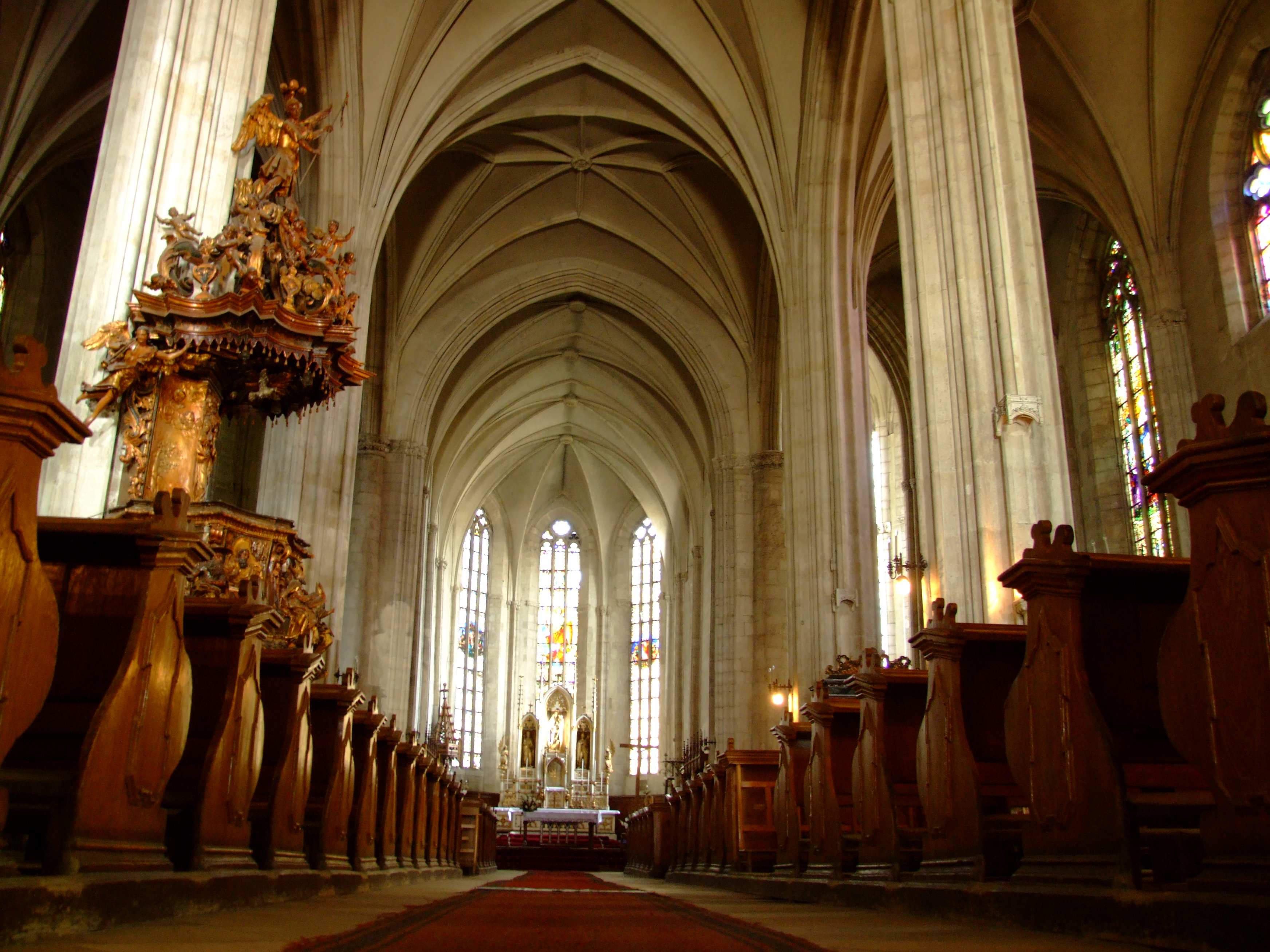
Chiesa di San Michele

- Cattedrale della Trasfigurazione del Signore (catedrala Schimbarea la Față)
- Cattedrale ortodossa della Dormizione della Madre del Signore
- Chiesa Bob
- Chiesa del Calvario
- Biserica cu Cocoș
- Chiesa evangelica luterana
- Chiesa dei francescani
- Biserica orthodoxă Sf. Treime din Deal
- Biserica Piariștilor Sfânta Treime
- Biserica reformată din Orașul de Jos
- Biserica reformată de pe Ulița Lupilor
- Chiesa di San Michele
- Chiesa dei Santi Pietro e Paolo
- Biserica unitariana
- Sinagoga riformata di Cluj-Napoca

### Patrimonio naturale
- Due aree naturali protette: Fânațele Clujului e Valea Morii, a meno di 10 chilometri da Cluj

## Società

### Evoluzione demografica
La popolazione è andata costantemente aumentando, cambiando notevolmente di costituzione etnica. Nel XIV secolo, la maggior parte degli abitanti della città e dell'élite locale erano sassoni, che discendevano in gran parte dai coloni portati dai re d'Ungheria nel XII e XIII secolo. Alla metà del secolo successivo circa la metà della popolazione aveva nomi ungheresi. Da quando Cluj-Napoca è entrata a far parte della Romania, la percentuale dei cittadini di etnia rumena è aumentata mentre quella di etnia ungherese è diminuita.:
Evoluzione popolazione nei censimenti:

### Etnie e minoranze straniere
Rumeni, ungheresi, tedeschi, ebrei, ucraini, altri.
| Anno | Popolazione di Cluj Napoca | Romeni        | Ungheresi    |
| ---- | -------------------------- | ------------- | ------------ |
| 1890 | 37 184                     | 5 637 (15%)   | 29 396 (79%) |
| 1900 | 62 733                     | 8 886 (14%)   | 51 192 (82%) |
| 1920 | 85 509                     | 29 644 (35%)  | 42 168 (49%) |
| 1930 | 103 840                    | 34 029 (33%)  | 48 271 (46%) |
| 1941 | 110 956                    | 10 029 (9%)   | 97 698 (88%) |
| 1948 | 117 915                    | 47 321 (40%)  | 67 977 (58%) |
| 1956 | 154 723                    | 74 623 (48%)  | 77 839 (50%) |
| 1966 | 185 663                    | 105 185 (57%) | 78 520 (42%) |
| 1977 | 262 858                    | 173 003 (66%) | 86 215 (33%) |
| 1992 | 328 602                    | 248 572 (76%) | 74 871 (23%) |
| 2002 | 317 593                    | 252 433 (79%) | 60 987 (19%) |

### Comunità ungherese
I 61 000 abitanti di origine ungherese fanno di Cluj Napoca la seconda città rumena con il più alto numero di magiari dopo Târgu Mureș. Esistono numerose attività in lingua ungherese, a partire dal Teatro dell'Opera e il Teatro ungherese. Quasi 10 000 studenti (provenienti anche dai distretti vicini) frequentano scuole in ungherese. Dal punto di vista dei media, esistono sia quotidiani che periodici in lingua e anche Radio Cluj (di proprietà statale) trasmette cinque ore al giorno in ungherese.

### Religione
Cattolicesimo, Ortodossia, Cattolicesimo di rito orientale, Unitarianismo, Luteranesimo, Calvinismo, Ebraismo.

### Istituzioni, enti e associazioni
La città dispone di undici ospedali pubblici e di più di cento cliniche private.

## Cultura

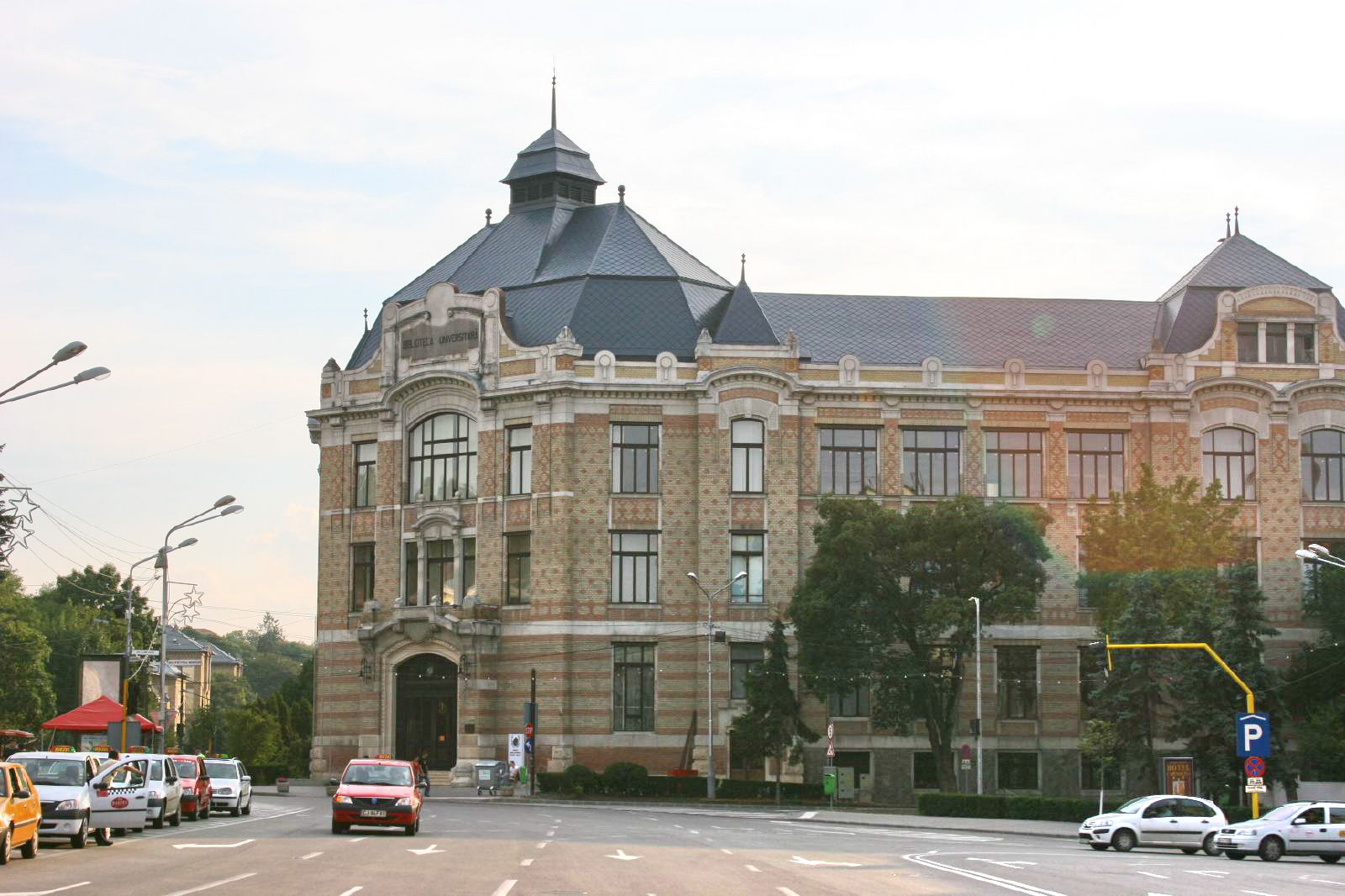
La Biblioteca universitară centrală "Lucian Blaga"

### Istruzione

#### Biblioteche
- La Biblioteca universitară centrală "Lucian Blaga", fondata nel 1872, è la biblioteca pluridisciplinare dell'Università Babeș-Bolyai e contiene circa 3 600 000 volumi.
- Le biblioteche specializzate delle altre università e dei diversi centri ed istituti di ricerca.
- La Filiale di Cluj della Biblioteca dell'Accademia di Romania fondata nel 1950.
- La Biblioteca "Octavian Goga" del distretto di Cluj che contiene più di 760 000 volumi.
- Le biblioteche dei centri culturali stranieri.

#### Università

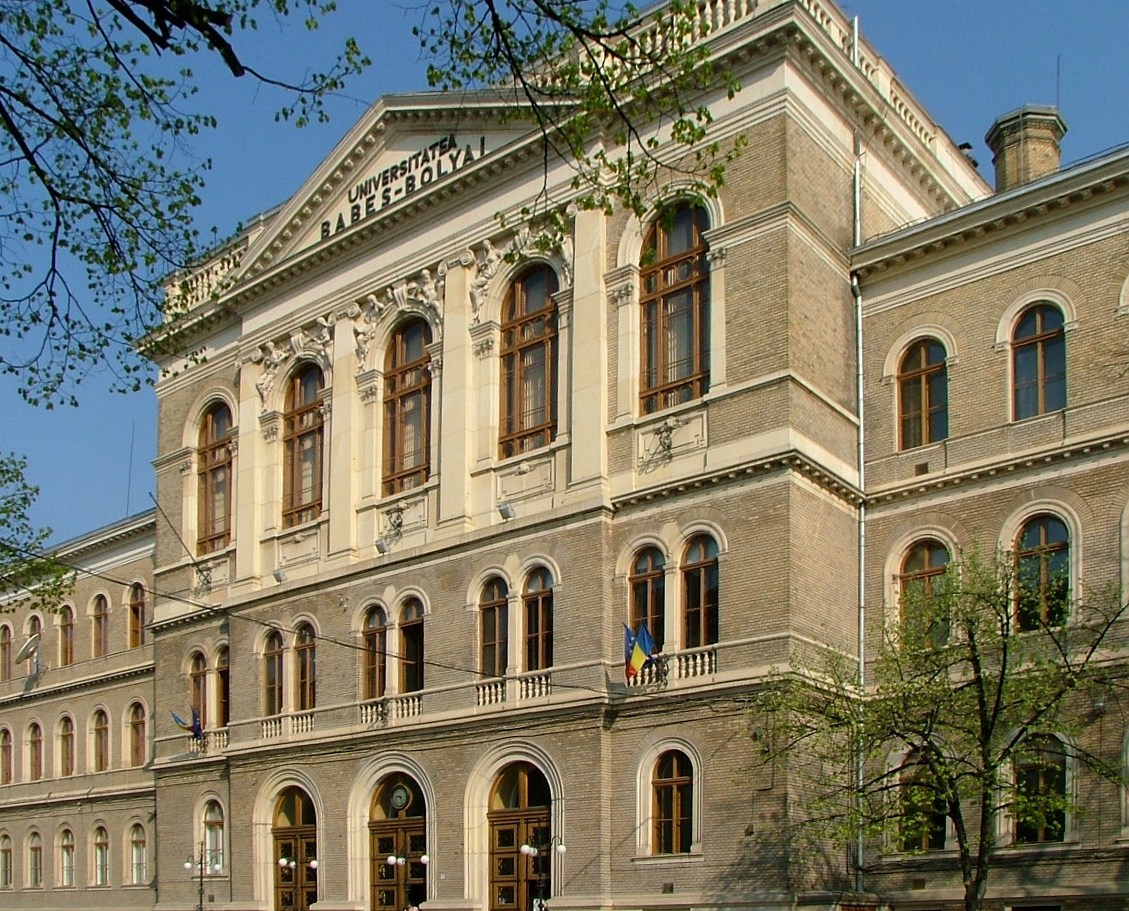
Edificio principale dell'Università "Babeș-Bolyai".

Secondo centro universitario del Paese, Cluj ospita più di 80 000 studenti che possono studiare nelle tre lingue storiche della Transilvania (rumeno, tedesco e ungherese), come in francese e in inglese.
- Istituzioni pubbliche
  - Università Babeș-Bolyai di Cluj-Napoca
  - Università di scienze agricole e medicina veterinaria di Cluj-Napoca
  - Università di Medicina e Farmacia "Iuliu Hațieganu"
  - Università Tecnica
  - Accademia di Musica "Gheorghe Dima"
  - Università di Arte e Design
- Istituzioni private
  - Università Sapientia
  - Università "Avram Iancu"
  - Università "Bogdan Vodă"
  - Università Cristiana "Dimitrie Cantemir"
  - Università "Spiru Haret"

#### Centri culturali stranieri
Centri culturali: americano, britannico, cinese, francese, giapponese, italiano, tedesco.

#### Musei e gallerie d'arte

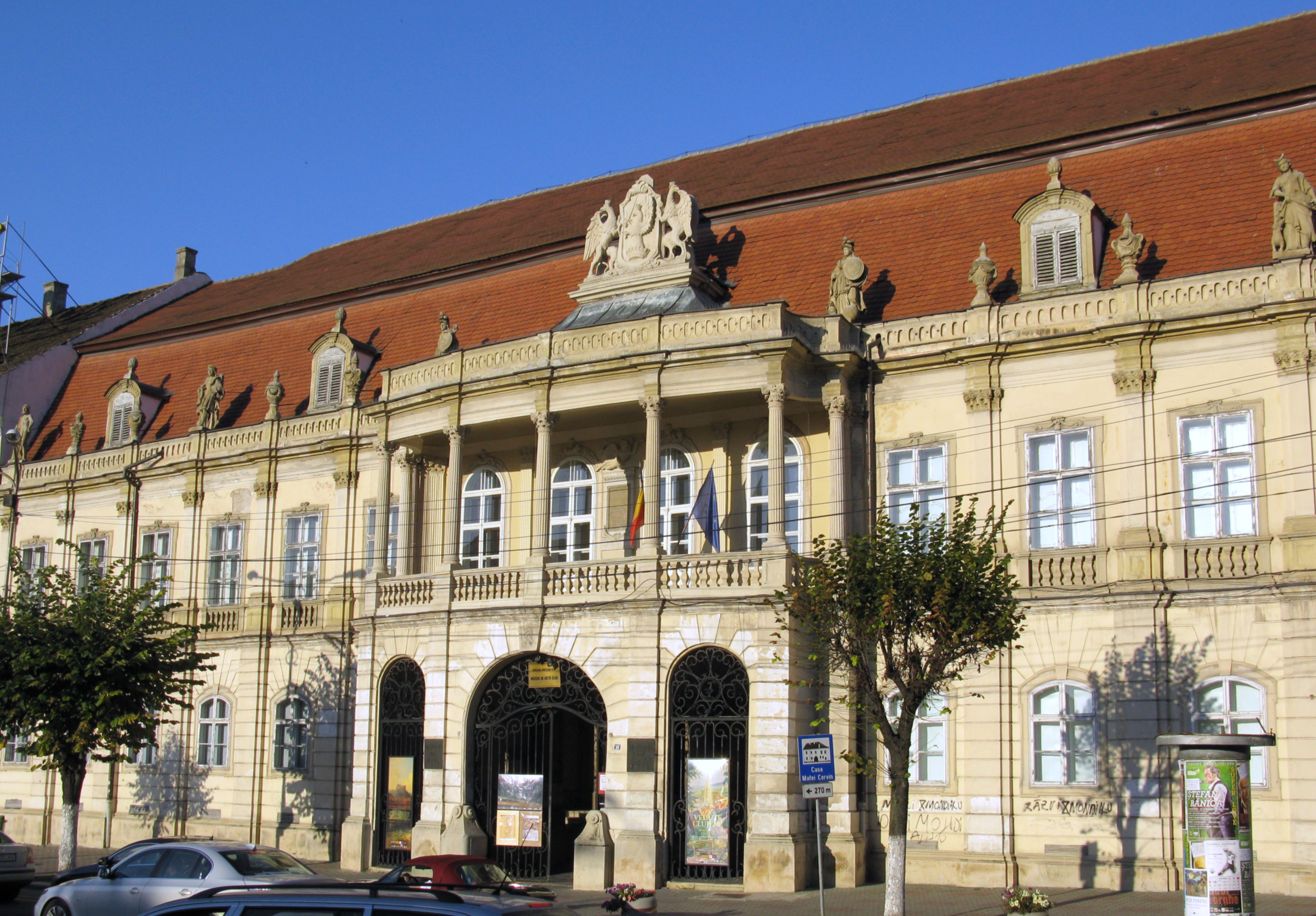
Il Museo Nazionale d'Arte di Cluj-Napoca

- Muzeul Național de Istorie a Transilvaniei
- Museo etnografico della Transilvania
- Museo Nazionale d'Arte di Cluj-Napoca
- Muzeul de istorie al farmaciei
- Muzeul de speologie "Emil Racoviță"
- Muzeul apei
- Musei dell'Università Babeș-Bolyai di Cluj-Napoca:
  - Muzeul de mineralogie
  - Muzeul botanic
  - Muzeul de paleontologie și de stratigrafie
  - Muzeul presei
  - Muzeul zoologic
  - Muzeul Universității Babeș-Bolyai
- Fabrica de Pensule (spazio d'arte contemporanea)
- Galleria UAP
- Galeria Veche dell'UAP
- Galeria 32
- Galeria Ataș
- Galeria Expoart
- Galeria Protokoll

### Media
- Quotidiani:
  - in rumeno: Făclia, Ziua de Cluj, Monitorul de Cluj, Informația Cluj, Cluj Expres
  - in ungherese: Krónika, Szabadság
- Periodici:
  - in rumeno:
    - periodici di informazioni generali ed economici: Săptămâna Clujeană, Piața A-Z
    - periodici culturali: Apostrof, Echinox, Idea, Steaua, Tribuna

  - in ungherese:
    - periodici di informazioni generali ed economici: Erdélyi Napló
    - periodici culturali: Helikon, Korunk
- TV (in rumeno e ungherese): TVR Cluj, One TV, NCN
- Radio:
  - in rumeno e ungherese: Radio Transilvania Cluj, Radio Cluj, Radio Impuls
  - in ungherese: Paprika Rádió

### Cinema
- una trentina di sale di cinema

### Teatri e sale di spettacolo
- Teatro Nazionale "Lucian Blaga"
- Teatro Ungherese di Stato
- Teatro Puck
- Sale della Casa Tranzit

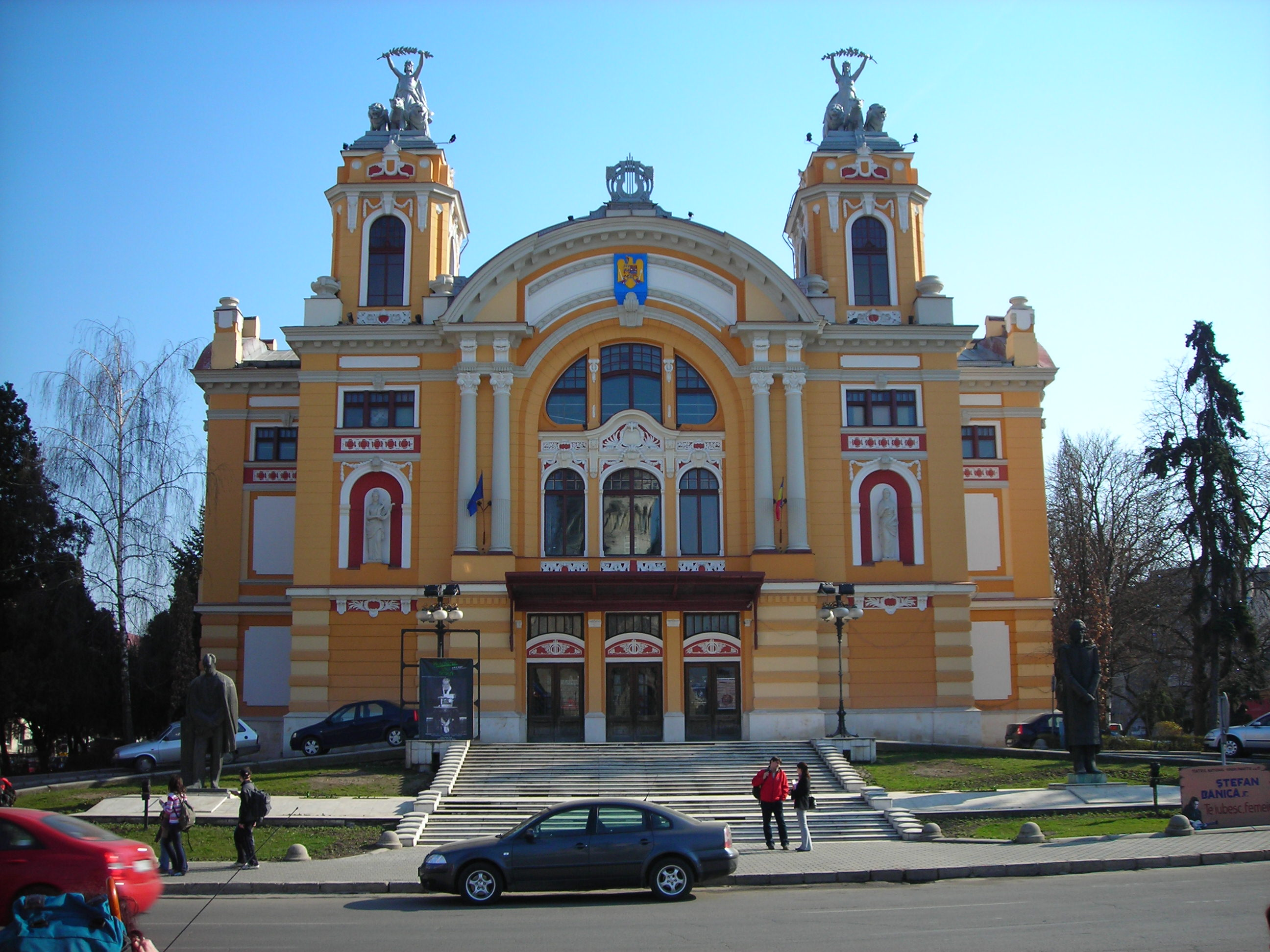
Il Teatro Nazionale "Lucian Blaga"

- Sale della Casa de cultură a studenților

### Musica
- Compagnia dell'Opera Nazionale Rumeno
- Compagnia dell'Opera Ungherese di Cluj
- Orchestra Filarmonica "Transilvania"
- Gaio Big-Band (jazz)

### Eventi
- Transeuropa Festival
- Transilvania International Film Festival
- Festival internazionale del film di commedia
- Festival del film gay
- Festival Temps d'images
- Festival di teatro di marionette "Puck"
- Festival internazionale del teatro sperimentale
- Festival internazionale di musica classica "L'autunno musicale di Cluj"
- Festival internazionale di musica da camera
- Festival d'Opera
- Transilvania International Guitar Festival
- Transilvania Jazz Festival
- Festival internazionale del folklore
- Untold Festival

### Cucina
- formaggi locali: Năsal, urda ecc.
- cucina regionale
- Ursus (birra)

## Economia
Cluj è uno dei principali centri industriali del Paese. All'inizio del 2010, la città conta tre zone industriali e si progetta la costruzione di una nuova zona. Qualche impresa: Bombardier, Emerson Electric Company, De' Longhi, Ranbaxy, Marcegaglia, Bosch, ecc. Inoltre, Cluj sta divenendo il più importante centro ICT del Paese.
Al stesso tempo, Cluj è il secondo centro finanziario del Paese.

## Infrastrutture e trasporti
Dal 2000 tutte le infrastrutture stanno migliorando notevolmente, pertanto si vedono cantieri quasi ovunque.

### Strade

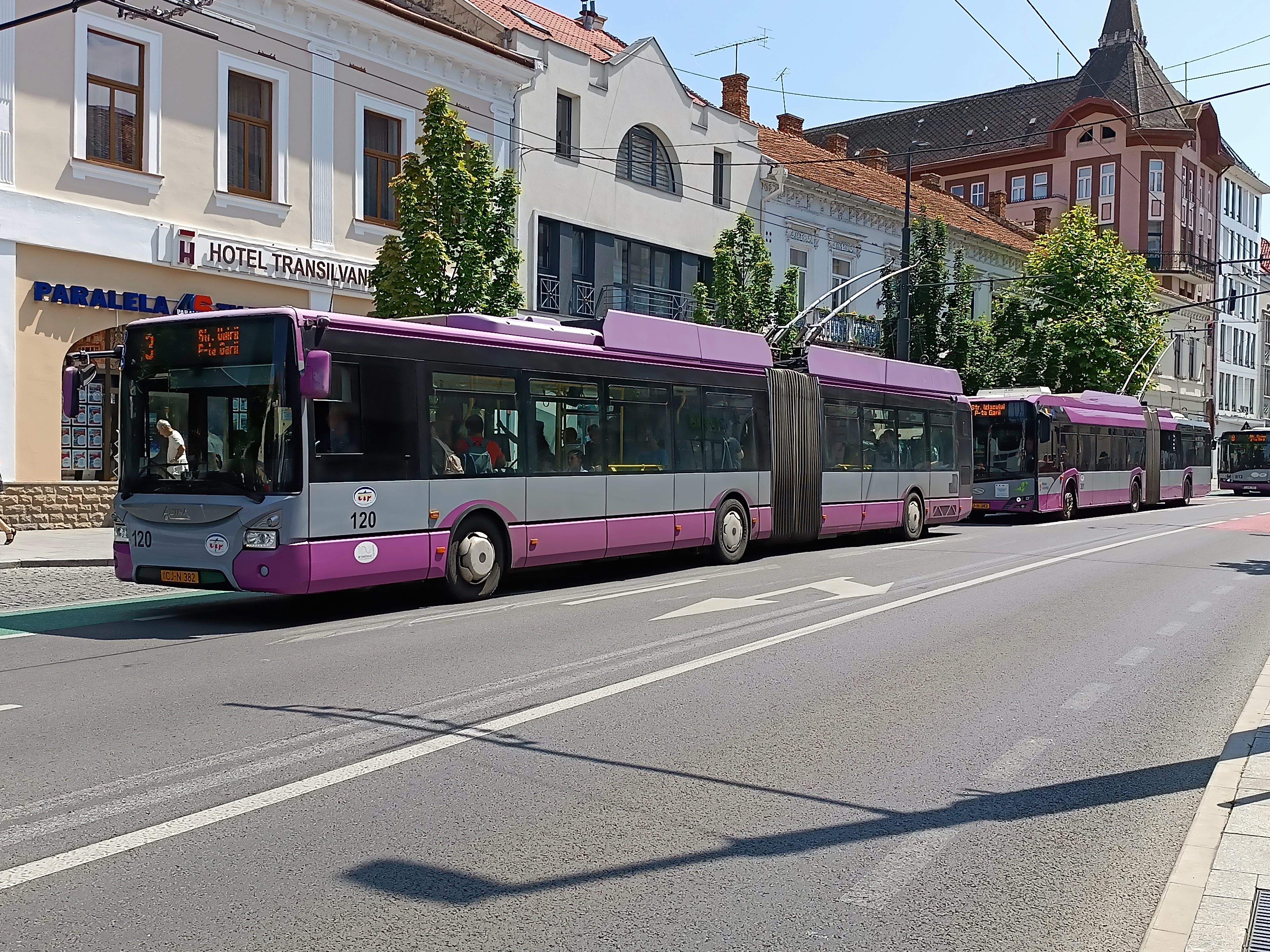
Filobus Iveco Bus Urbanway 18 (n. 120 sulla linea 3) e Solaris Trollino 18

Cluj è un importante nodo stradale dove si congiungono due assi europei: l'asse est-ovest (E60, A3) e l'asse nord-sud (E81 da Mukačevo a Bucarest).
Alla fine del 2009 la rete stradale era in piena espansione in seguito all'edificazione di due nuovi quartieri residenziali.

### Ferrovie
Le linee ferroviarie che servono la città sono gestite dalla CFR. La città è raggiunta da tre delle principali linee ferroviarie del Paese: Cluj-Bucarest, Cluj-Budapest e Iași-Timișoara.

### Aeroporti
L'Aeroporto di Cluj-Napoca-Avram Iancu (CLJ), quarto in Romania per numero di passeggeri alla fine del 2009, si trova a circa 9 chilometri a est della piazza centrale. I voli di linea legano Cluj a una trentina di città di circa dieci paesi europei.

### Trasporti urbani
In città il servizio urbano è svolto dalla CTP Cluj-Napoca, acronimo di Compania de Transport Public Cluj-Napoca, che gestisce 43 linee, suddivise in 34 autolinee, 3 tramvie e 6 filovie che operano su una rete stradale di circa 500 chilometri (mentre la città ha una rete stradale di circa 700 chilometri)
È in progettazione una linea di metropolitana di 21 km con 19 stazioni sotterranee, il cui permesso alla costruzione è stato ratificato nel mese di maggio 2024 e la costruzione è iniziata a febbraio 2025.

## Amministrazione
Capoluogo del distretto di Cluj e della regione economica del nord-ovest, Cluj è anche un importante centro giudiziario e militare. Dal 2012 è sindaco Emil Boc del Partito Liberale Democratico

### Zona metropolitana
Nel dicembre 2008 è stata costituita la zona metropolitana, che comprende oltre alla città anche 16 comuni limitrofi, con l'obiettivo di migliorare lo sviluppo economico della zona

### Suddivisione amministrativa
La città è divisa in quartieri (cartier in rumeno) che eleggono un proprio consiglio. Fino al 2005 c'erano 16 quartieri, successivamente, a seguito dell'edificazione di nuovi spazi, sono diventati 23.

### Gemellaggi
Cluj Napoca è gemellata con le seguenti città:
- Be'er Sheva
- Caracas
- Columbia
- Digione
- East Lansing
- Colonia
- Coriza
- Makati
- Nantes
- Parma, gemellata con la Provincia di Parma[Cooperazione internazionale, non gemellaggio.]
- Pécs
- Rockford
- Rotherham
- San Paolo del Brasile
- Suwon
- Zagabria
- Zhengzhou

## Sport
Hanno sede a Cluj-Napoca le squadre di calcio del CFR Cluj e dell'U Cluj, nonché la CFF Olimpia Cluj, tra le più titolate del campionato rumeno femminile di calcio e che ha rappresentato in più occasioni la federazione calcistica della Romania nella UEFA Women's Champions League.
Nel 2017 Cluj-Napoca ha ospitato il gruppo C dell'Eurobasket 2017, con nazionali come Spagna e Croazia.
La locale squadra di football americano, i Cluj Crusaders, ha vinto 4 volte il RoBowl.

## Galleria d'immagini

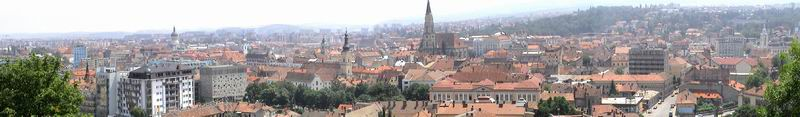
Panorama di Cluj-Napoca

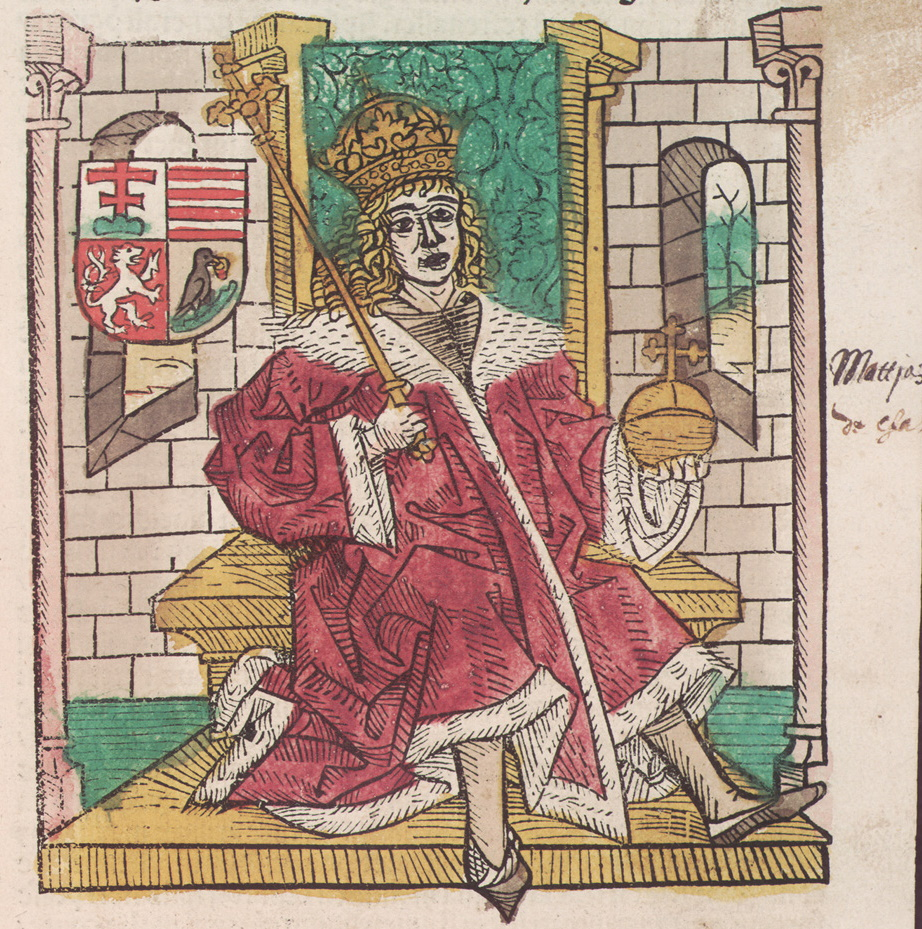
Mattia Corvino secondo un manoscritto di Johannes de Thurocz
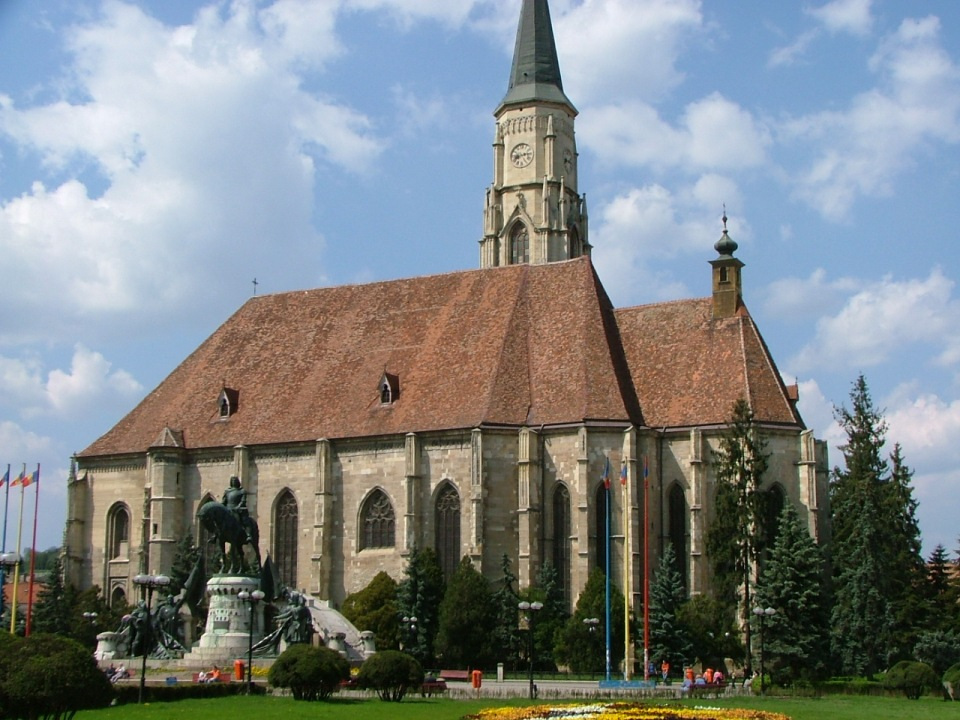
Chiesa di San Michele
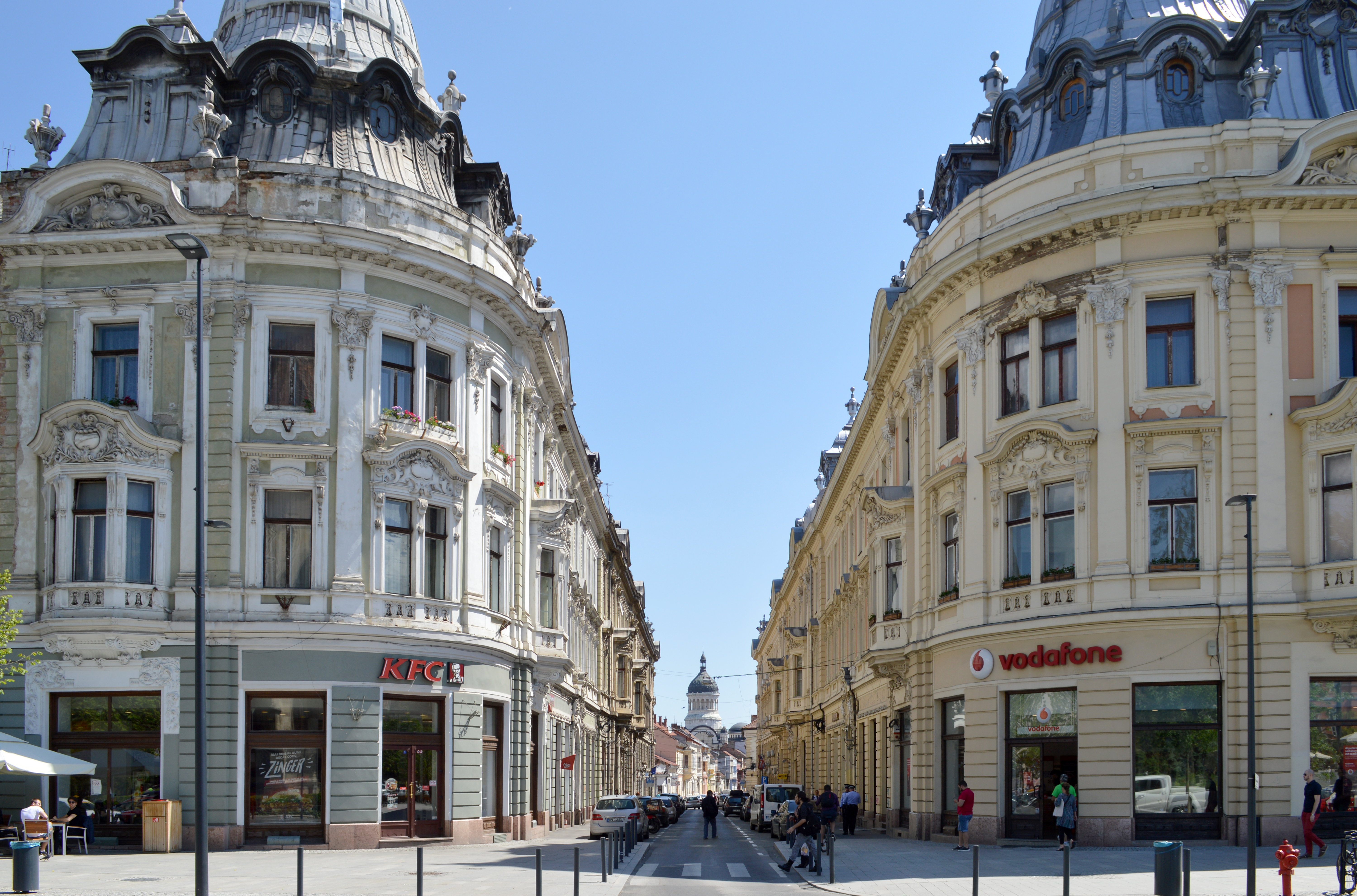
Via Iuliu Maniu
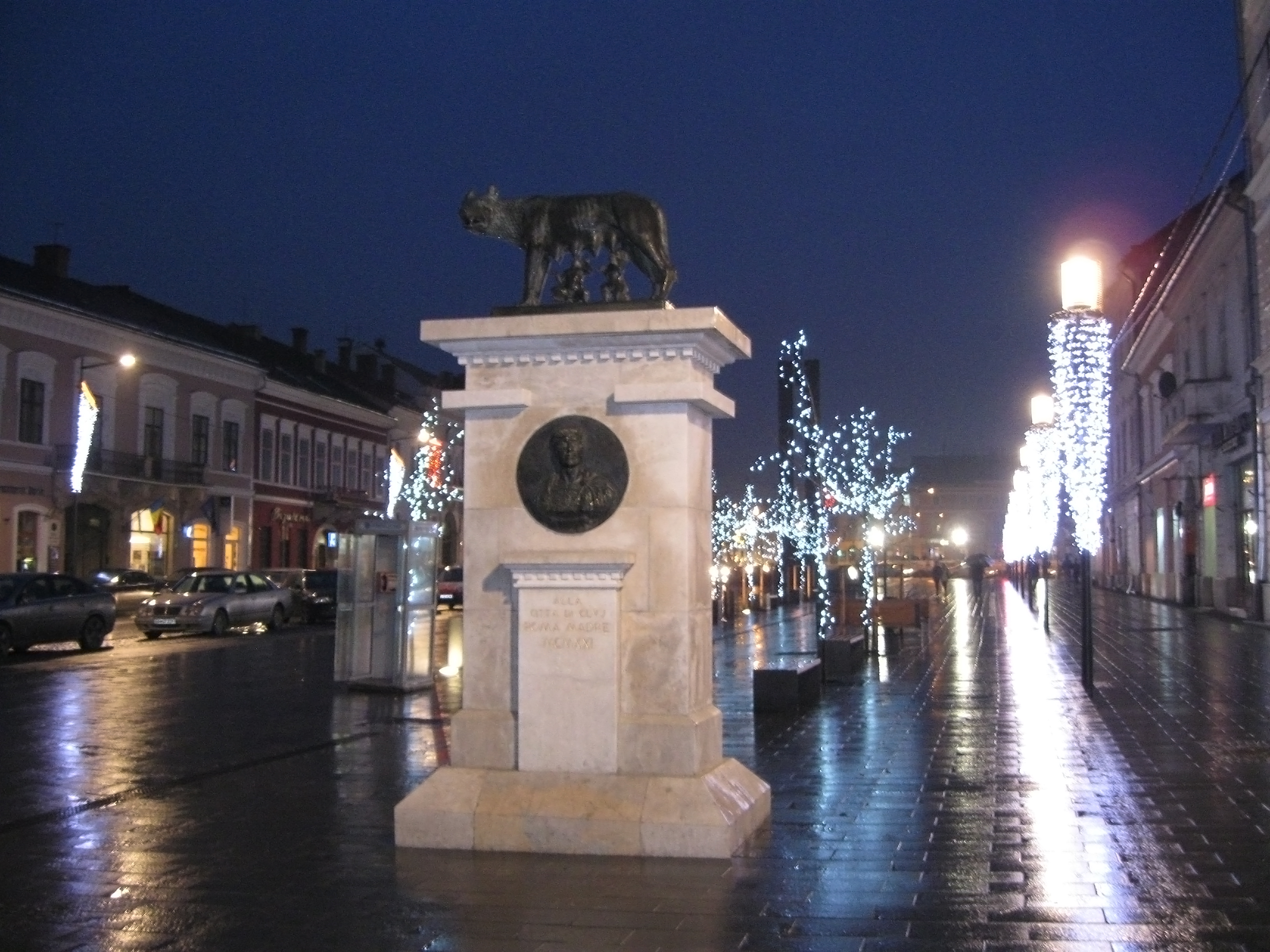
Viale degli Eroi con la lupa capitolina
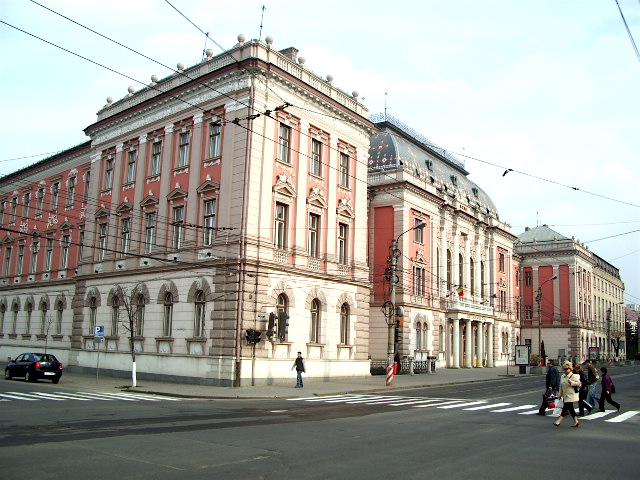
Palazzo di Giustizia
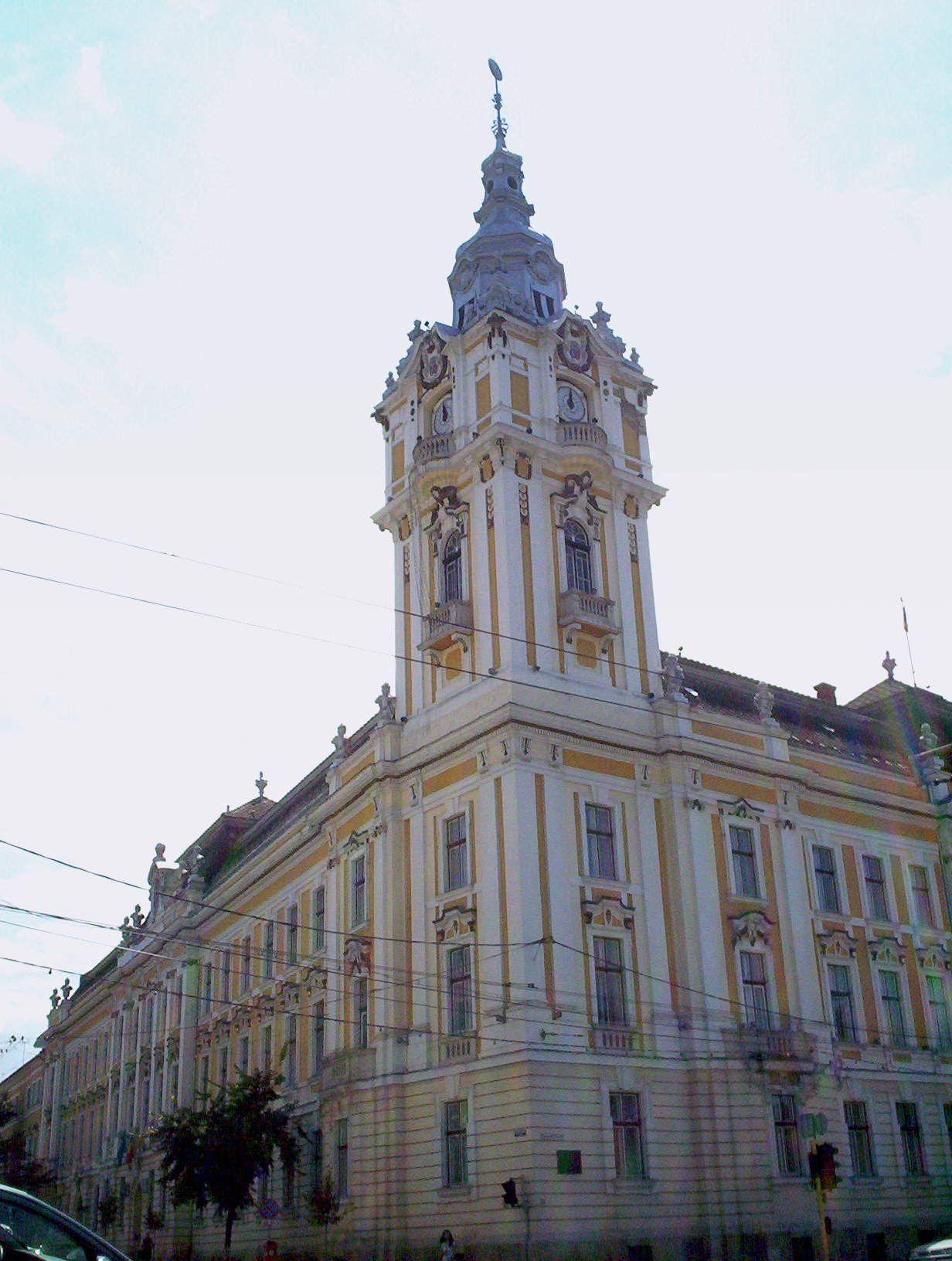
La Casa Comunale
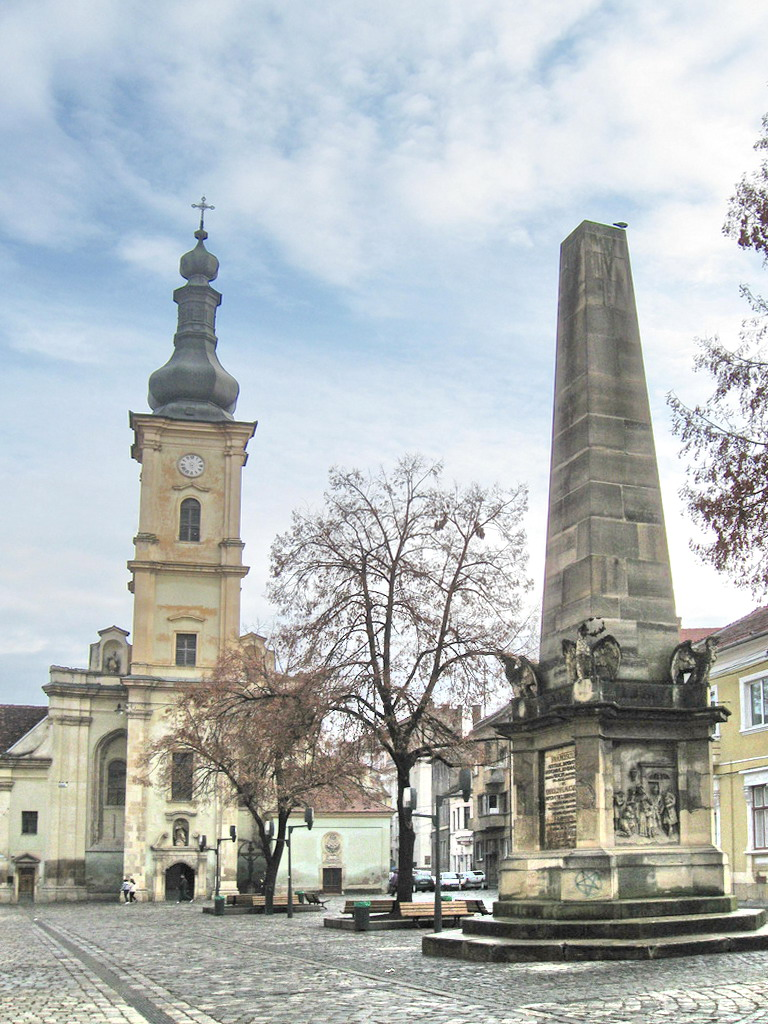
Piazza del Museo con la chiesa franciscana
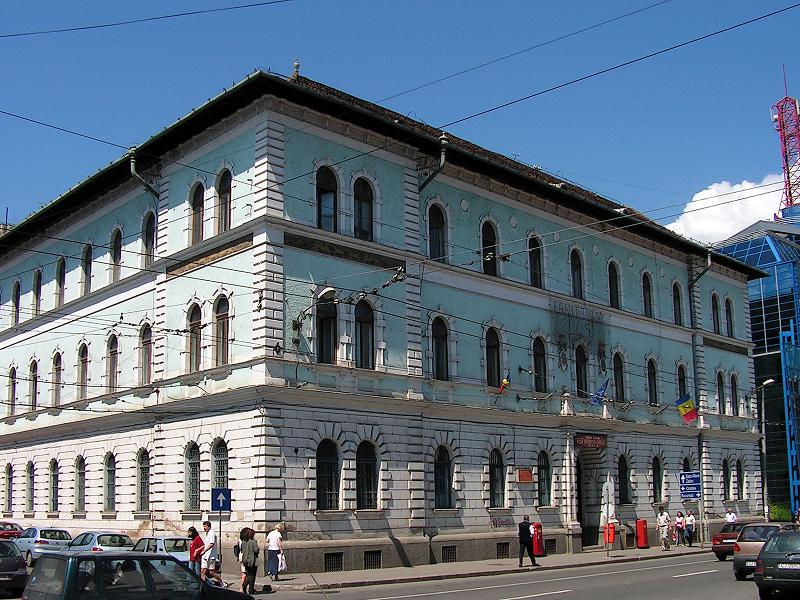
Palazzo delle Poste
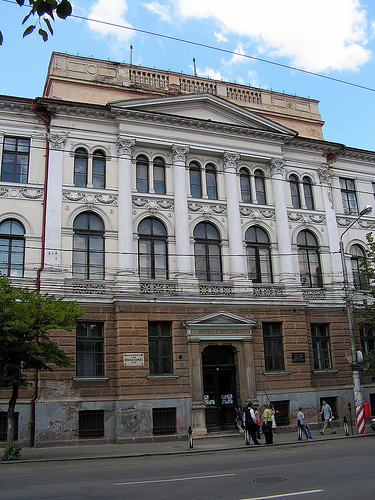
Liceo Brassai
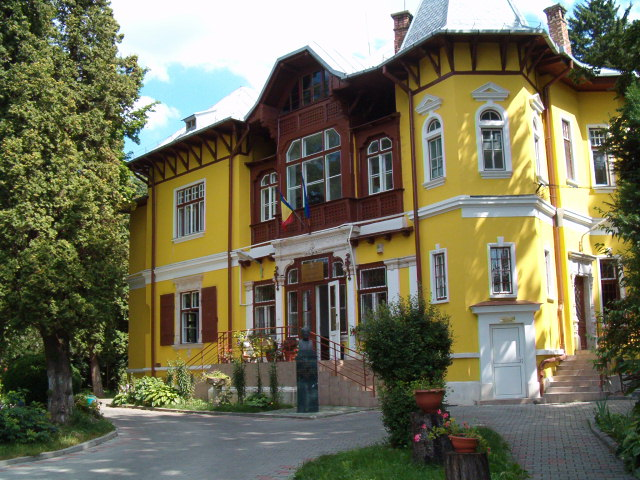
Villa Pakey
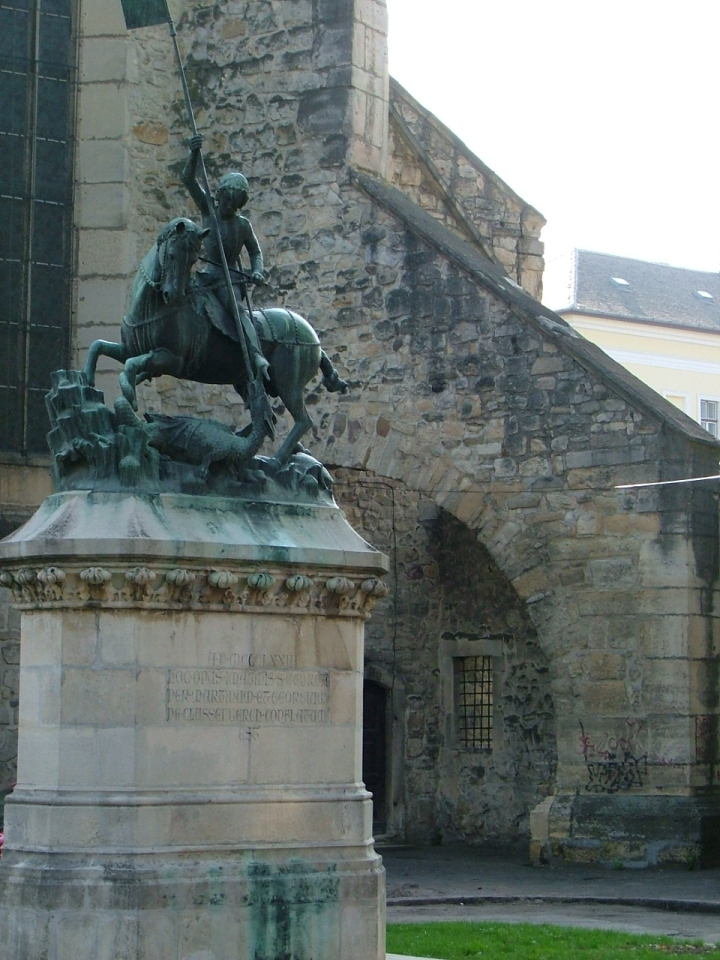
Statua di San Giorgio che uccide il drago
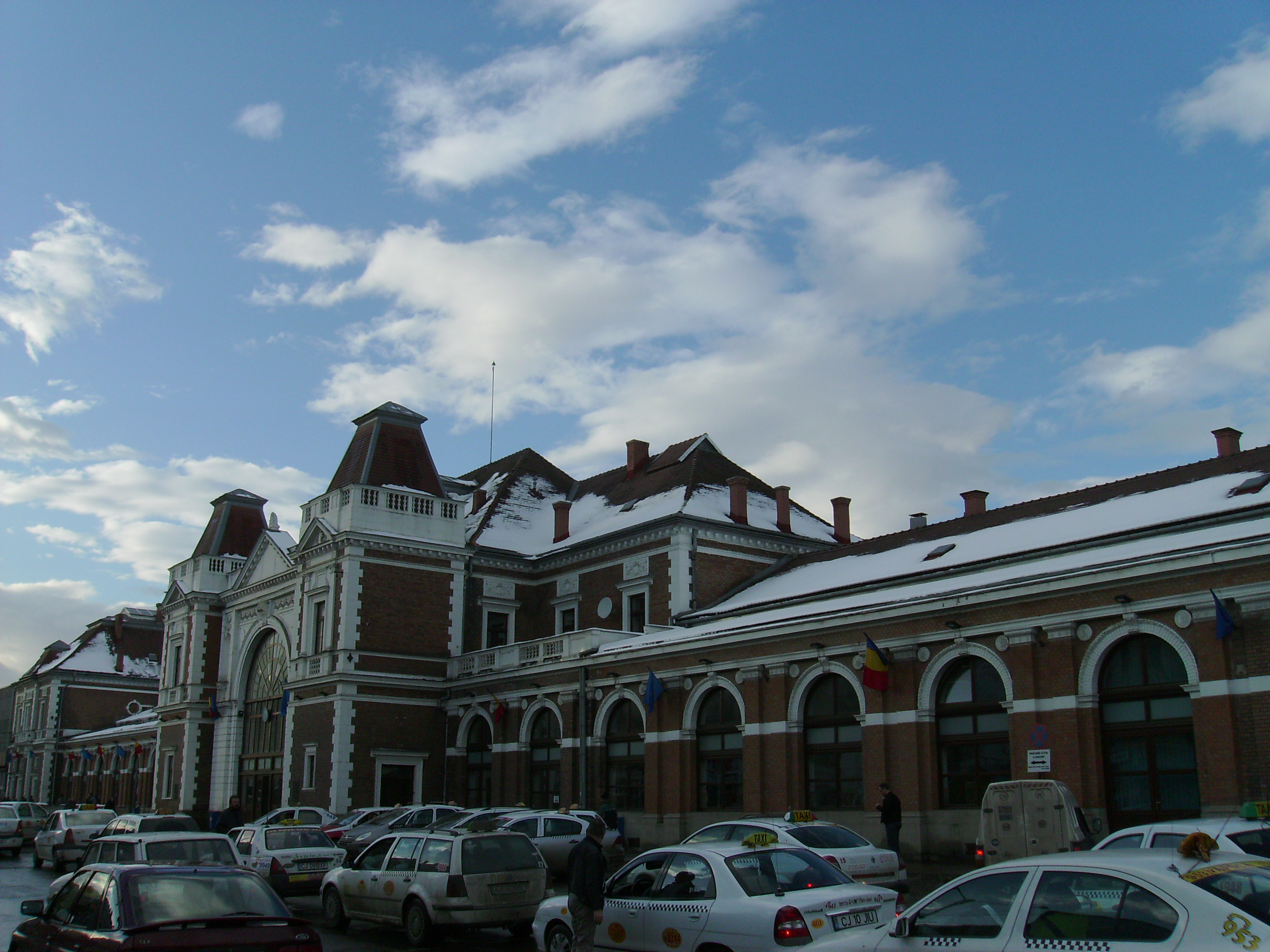
La stazione Centrale di Cluj-Napoca
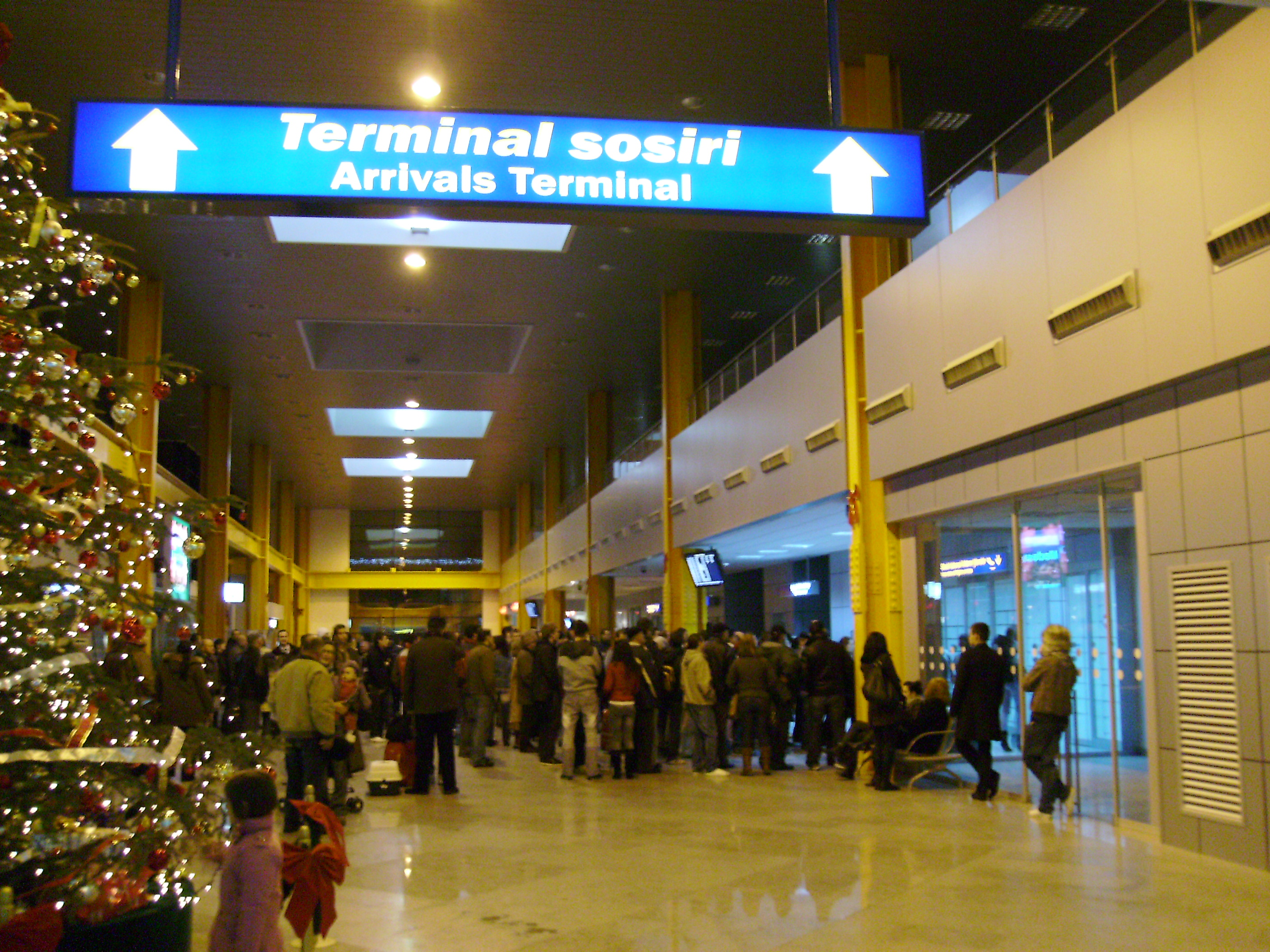
L'Aeroporto di Cluj-Napoca-Avram Iancu
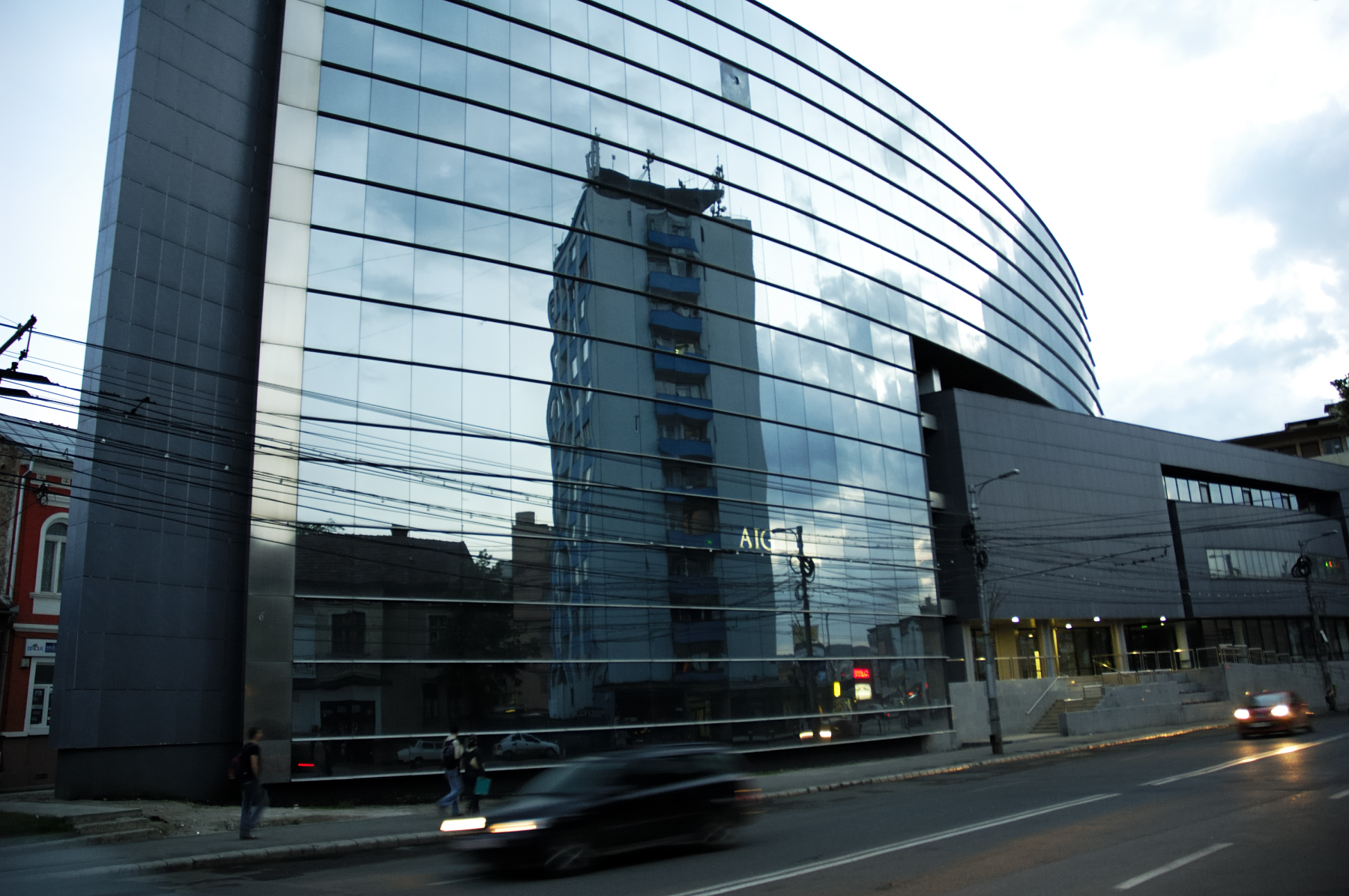
Un edificio per uffici nel centro di Cluj
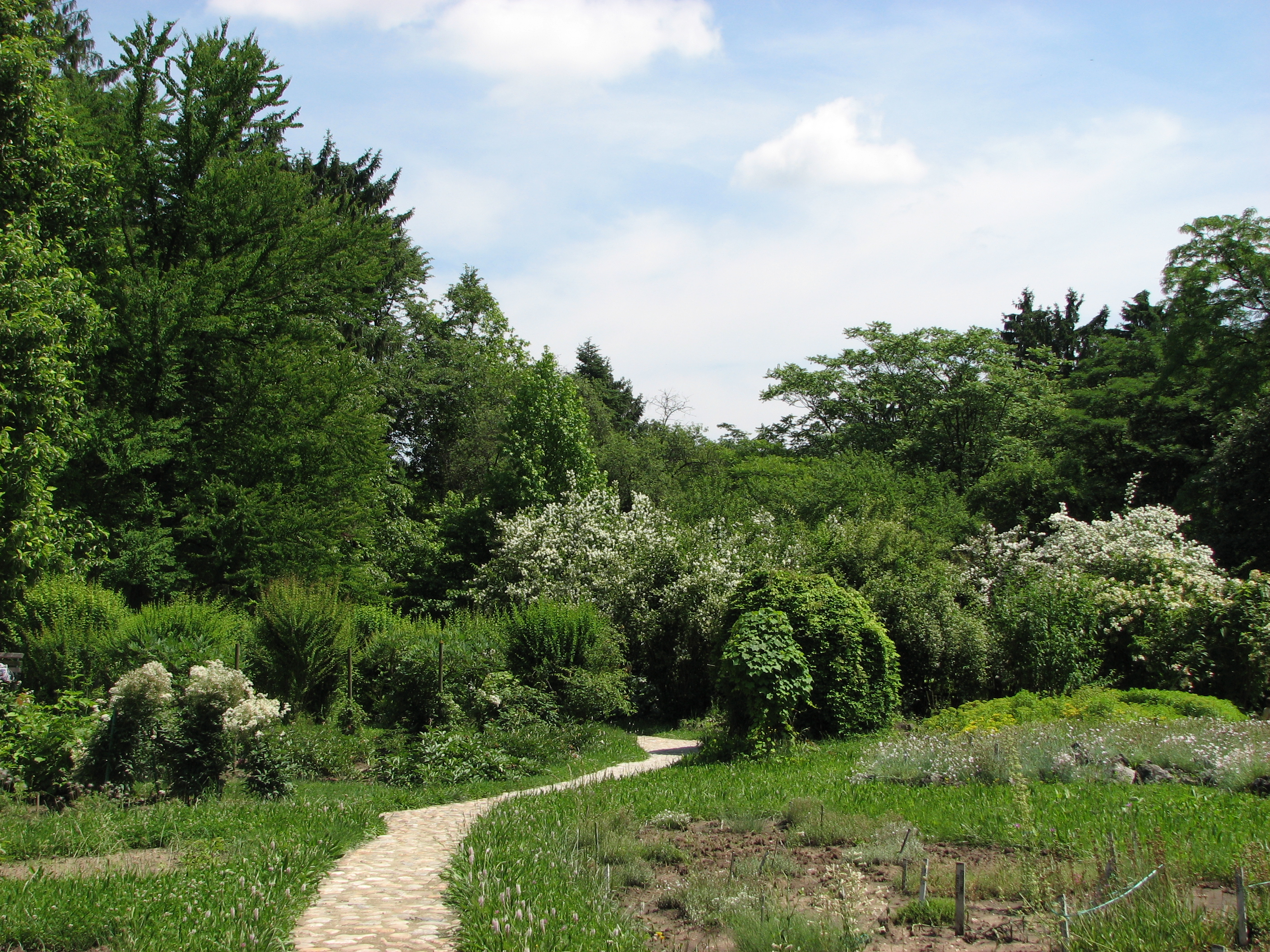
Il Giardino Botanico
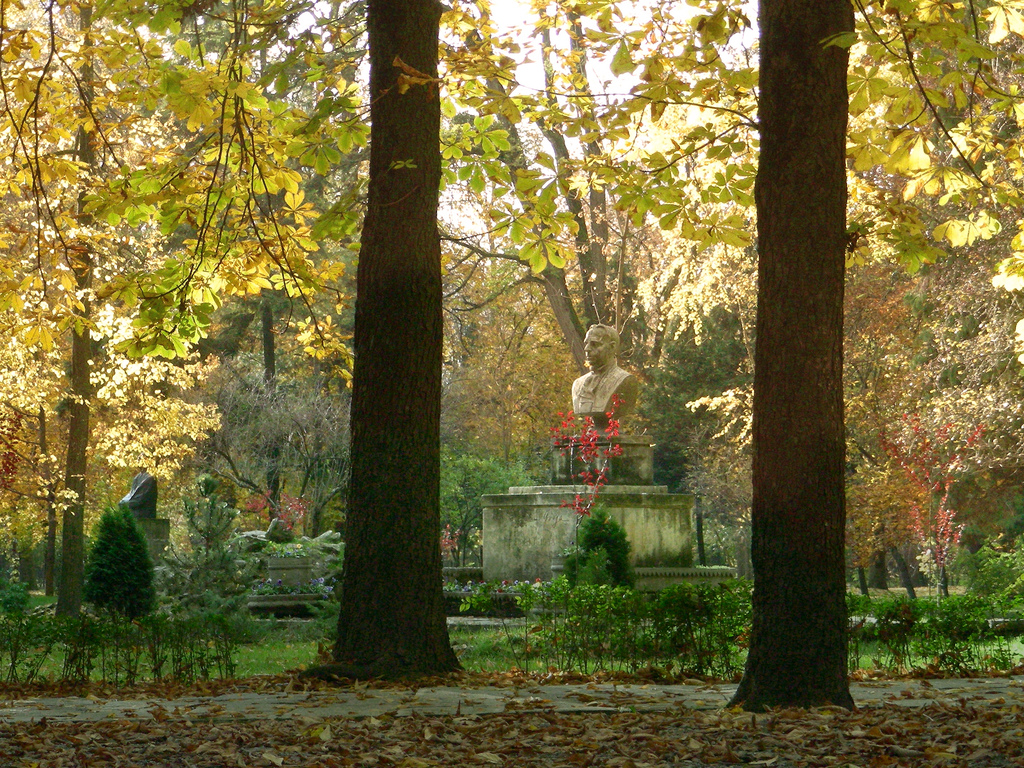
Il Parco Centrale
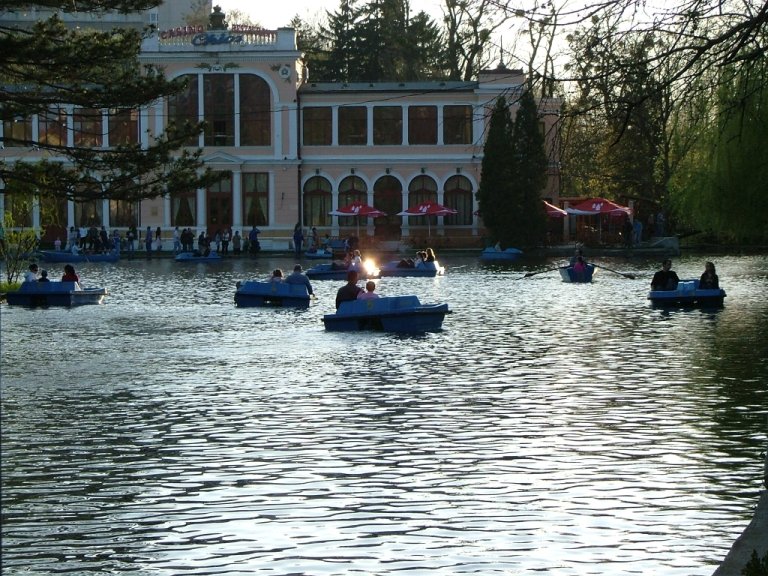
Il lago del Parco Centrale
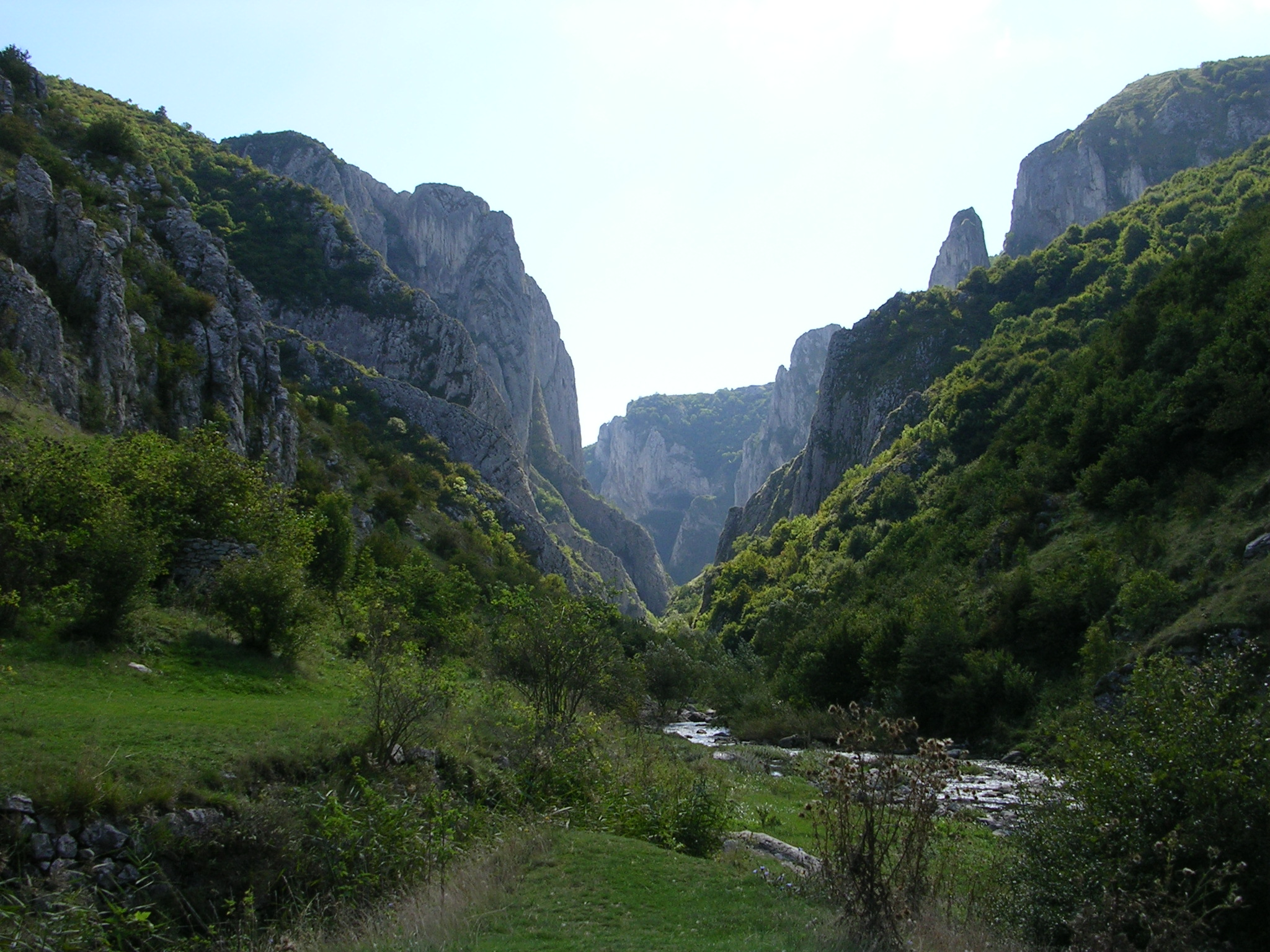
Le Gole di Turda a 15 km da Cluj-Napoca
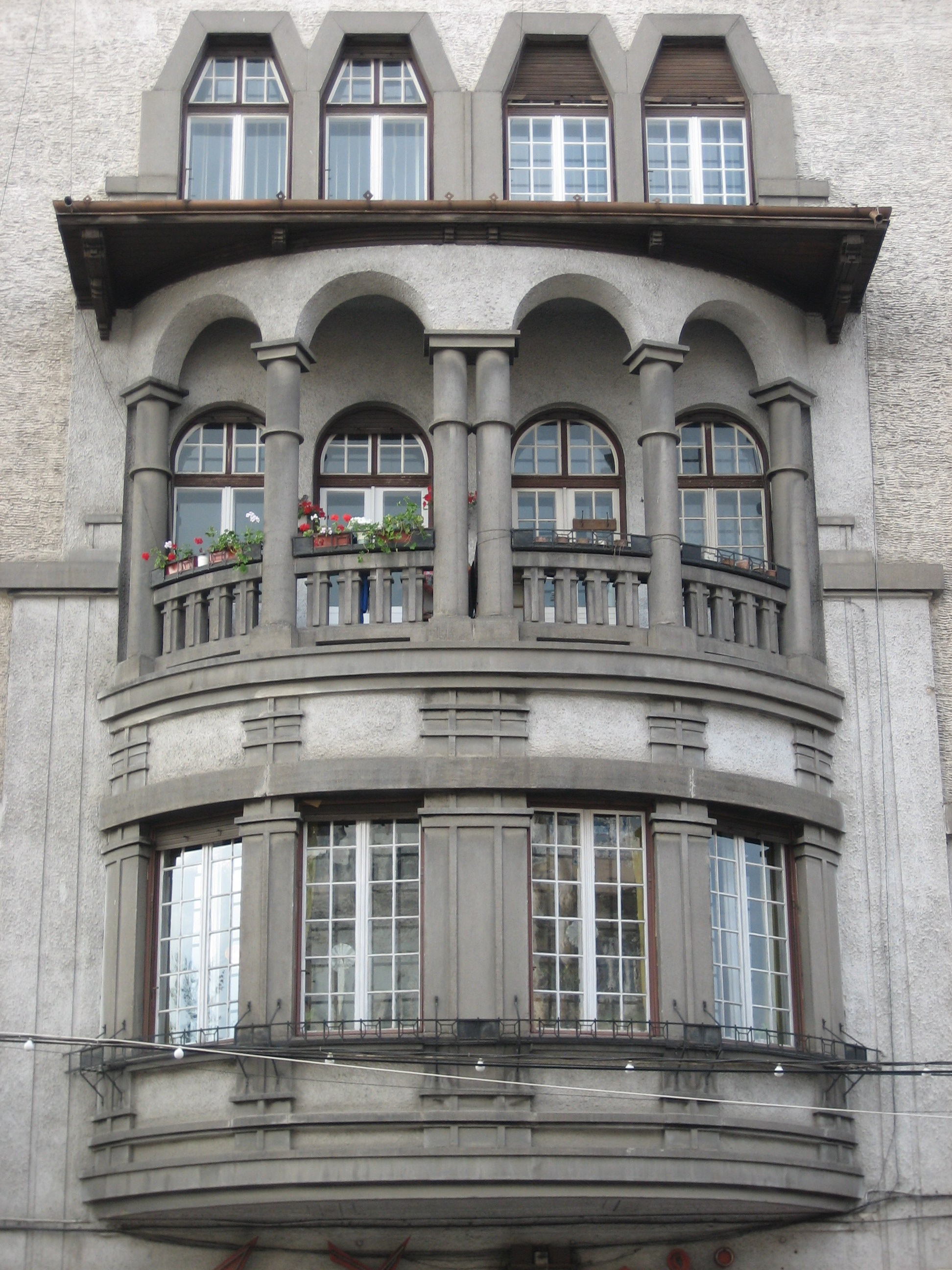
Tipica architettura di Cluj-Napoca
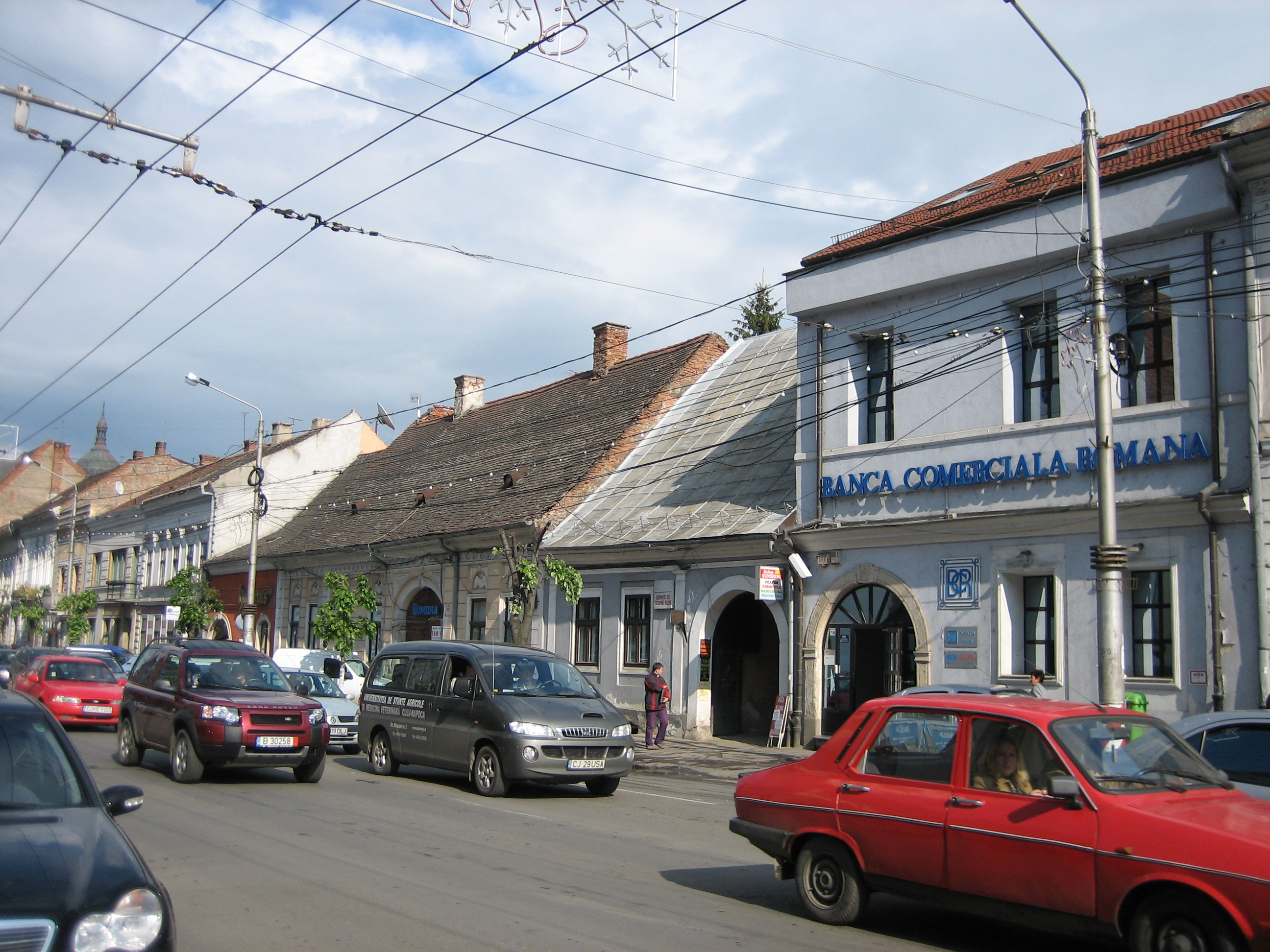
Banca Comerciala Romana
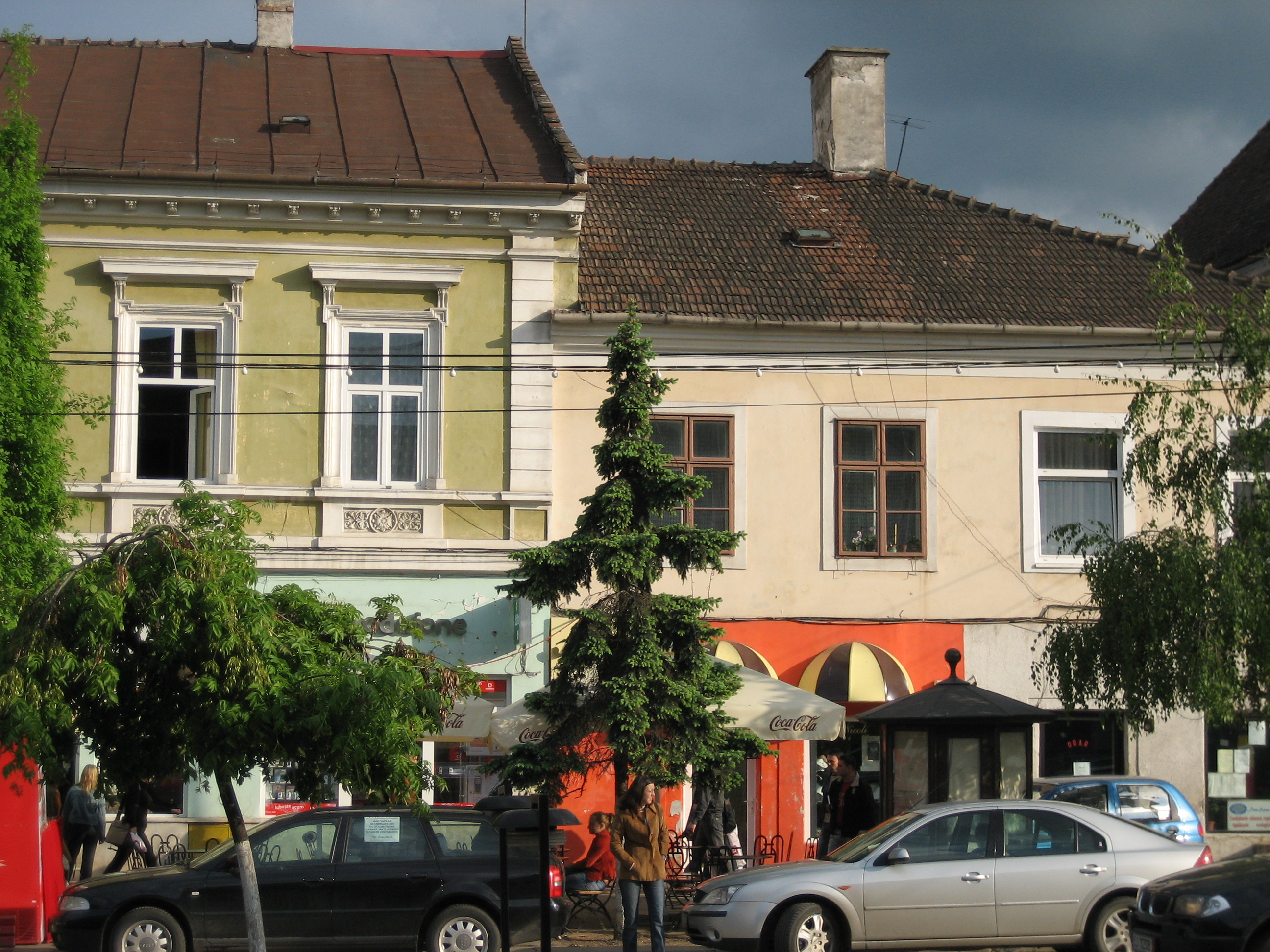
Bulevardul Eroilor
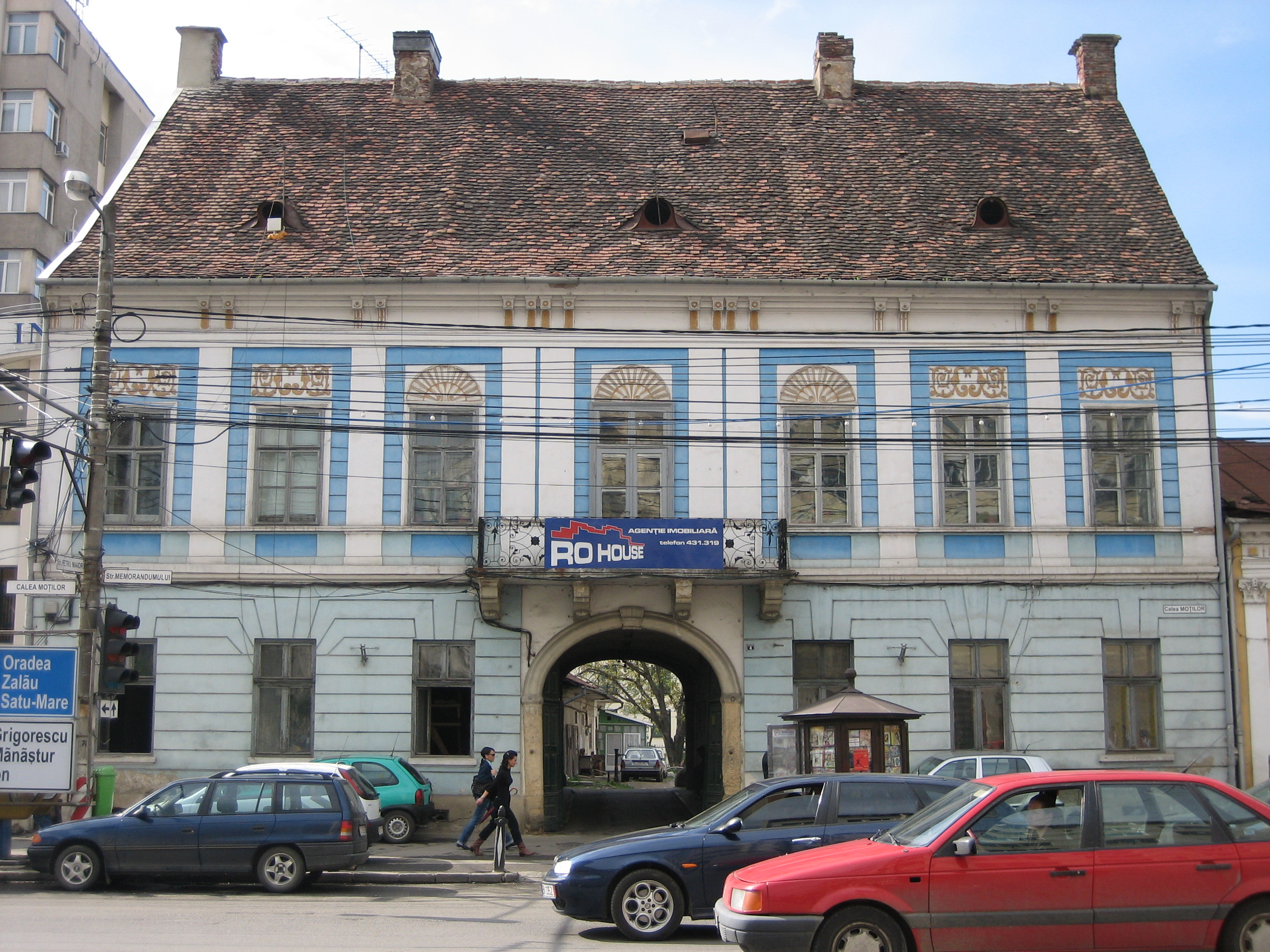
Calea Moţilor 4
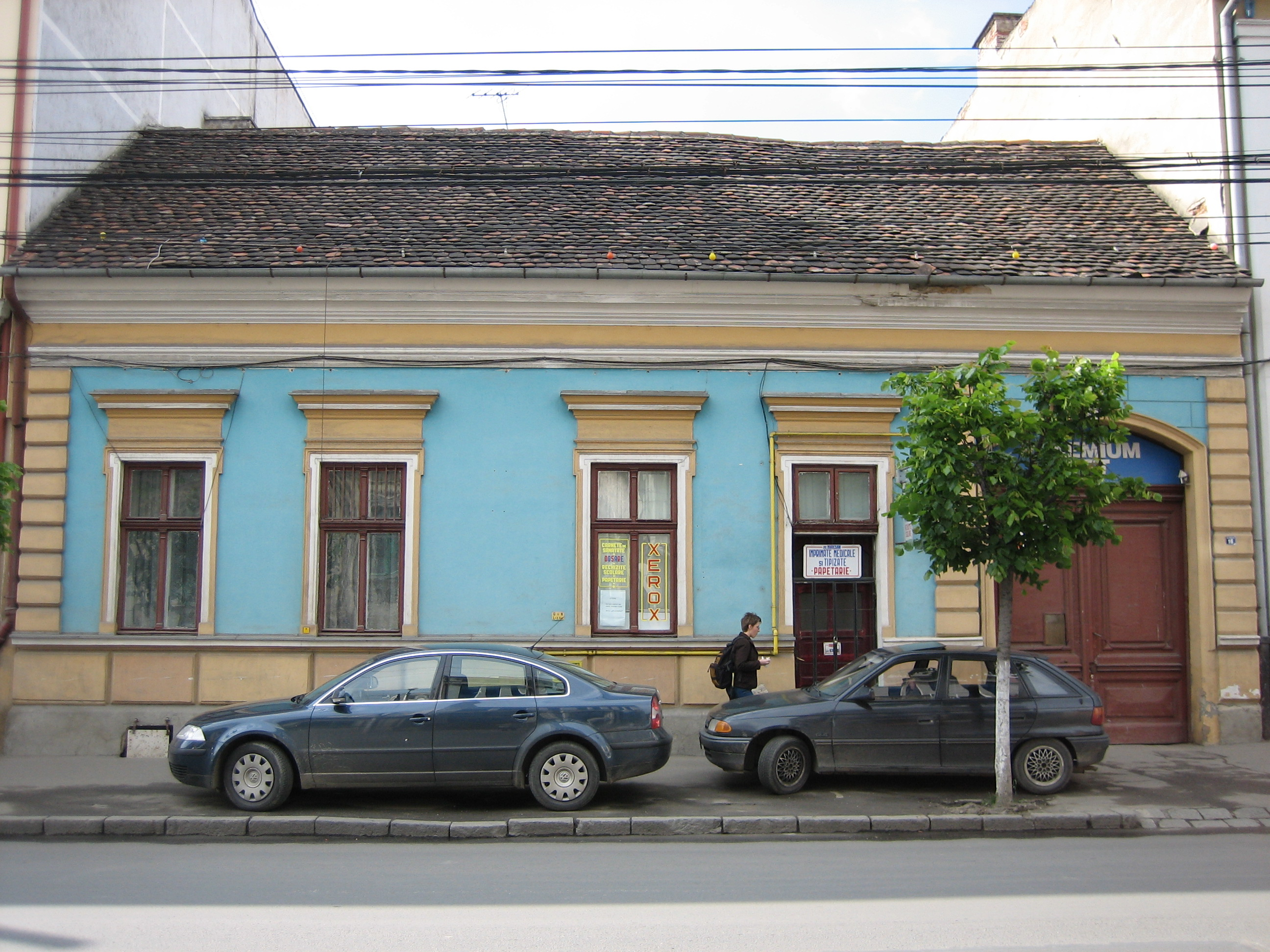
Calea Moţilor 16
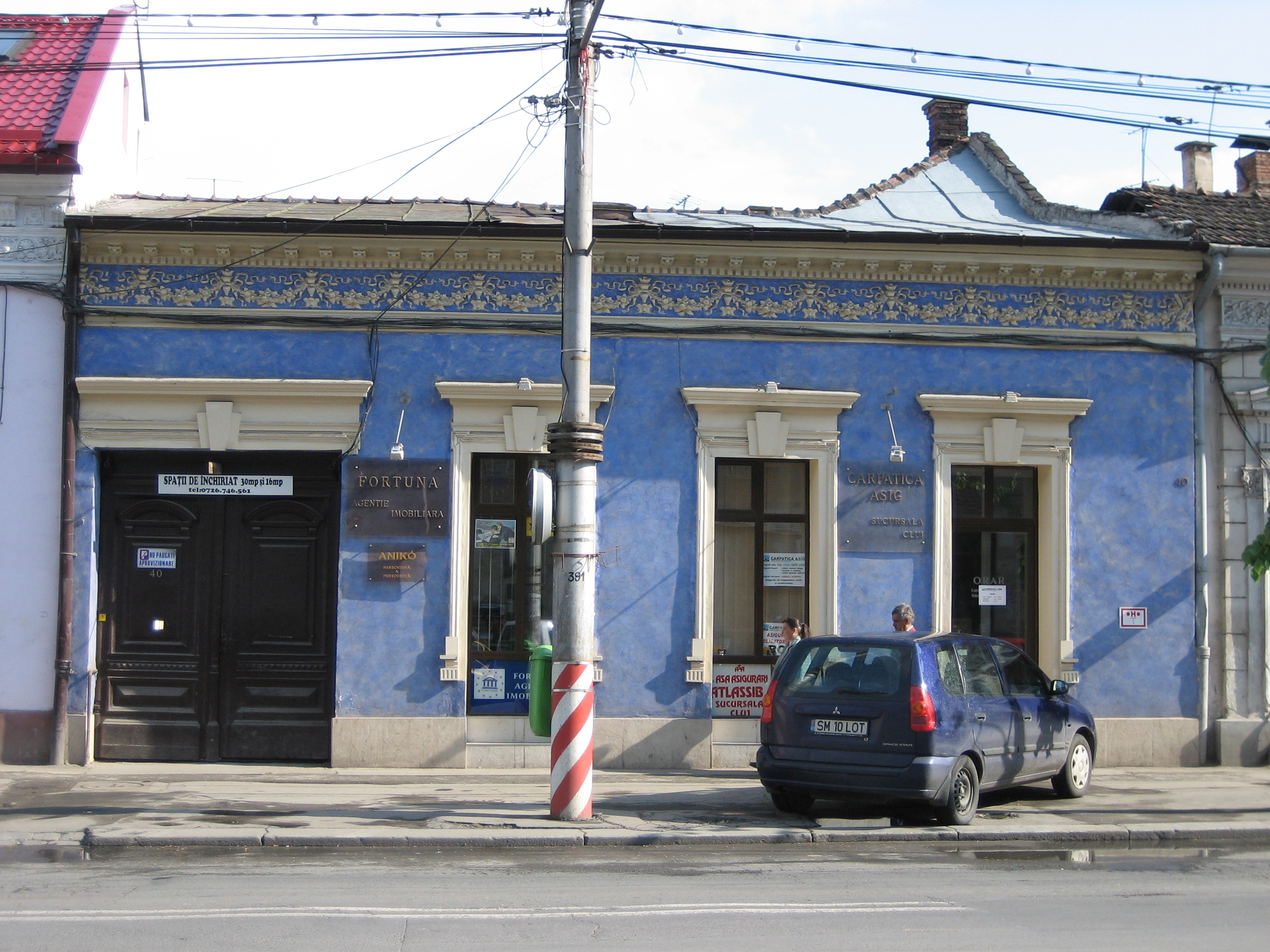
Carpatica Asig
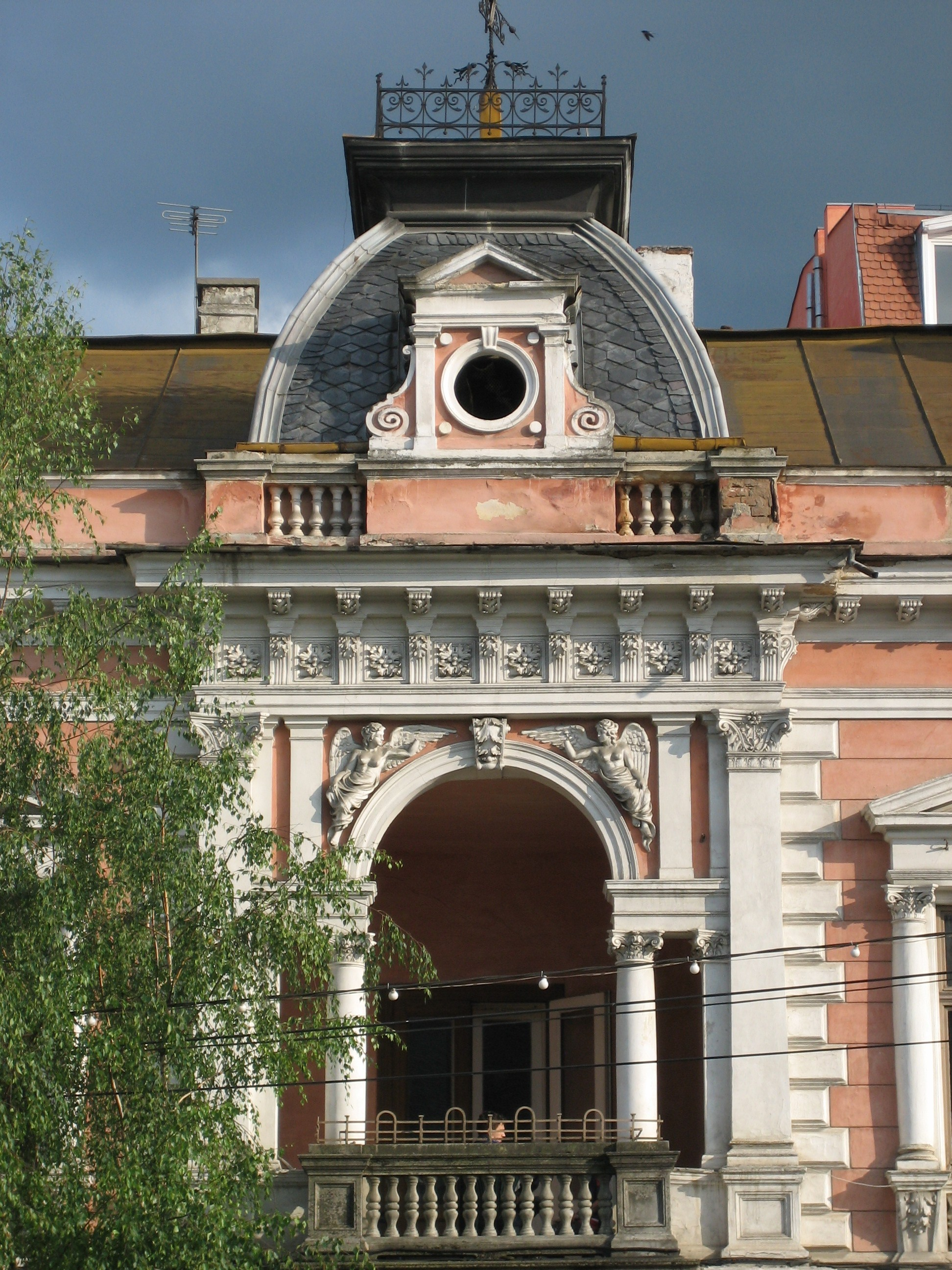
Cartel Alfa
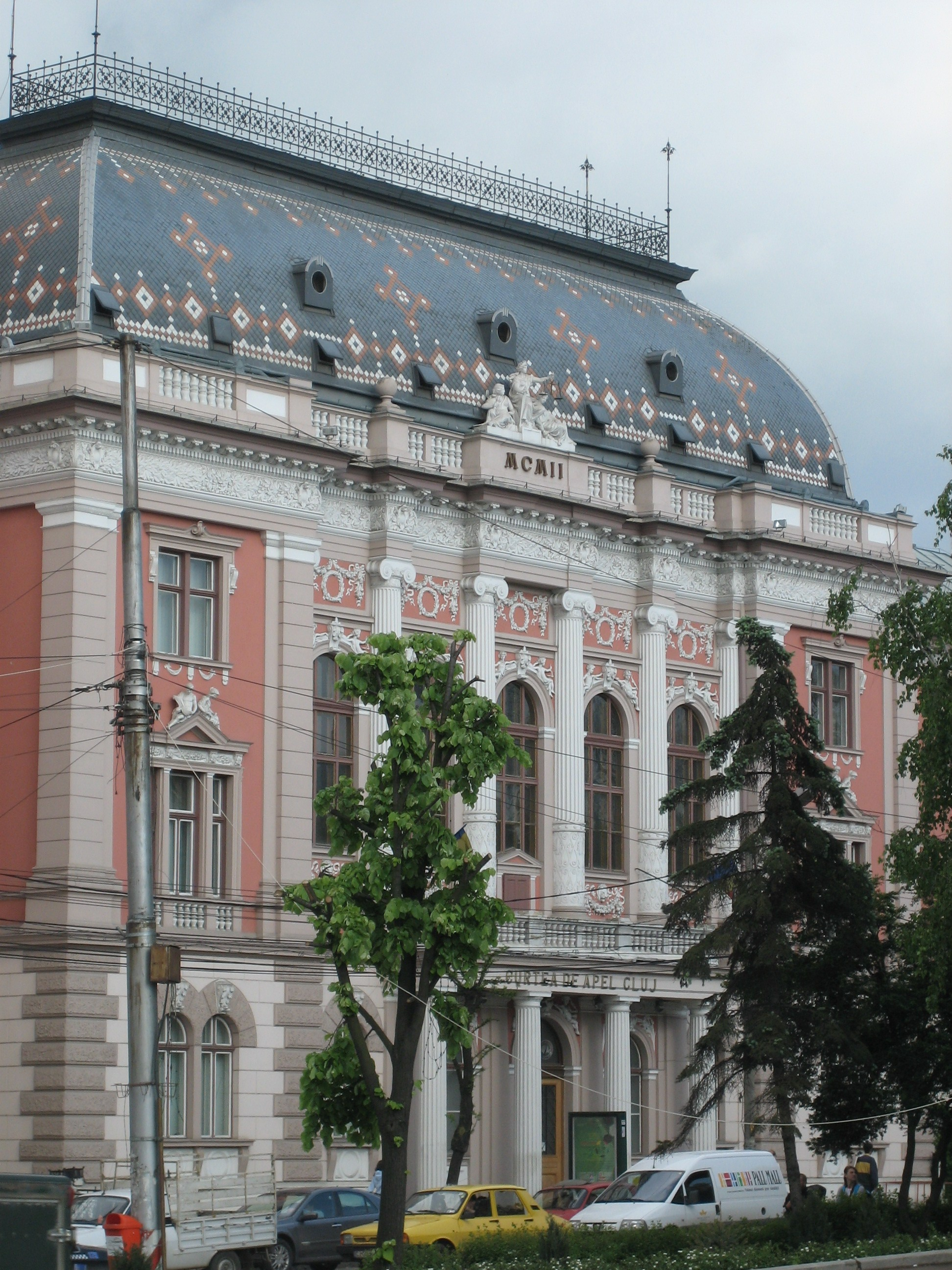
Palazzo della Corte d'Appello
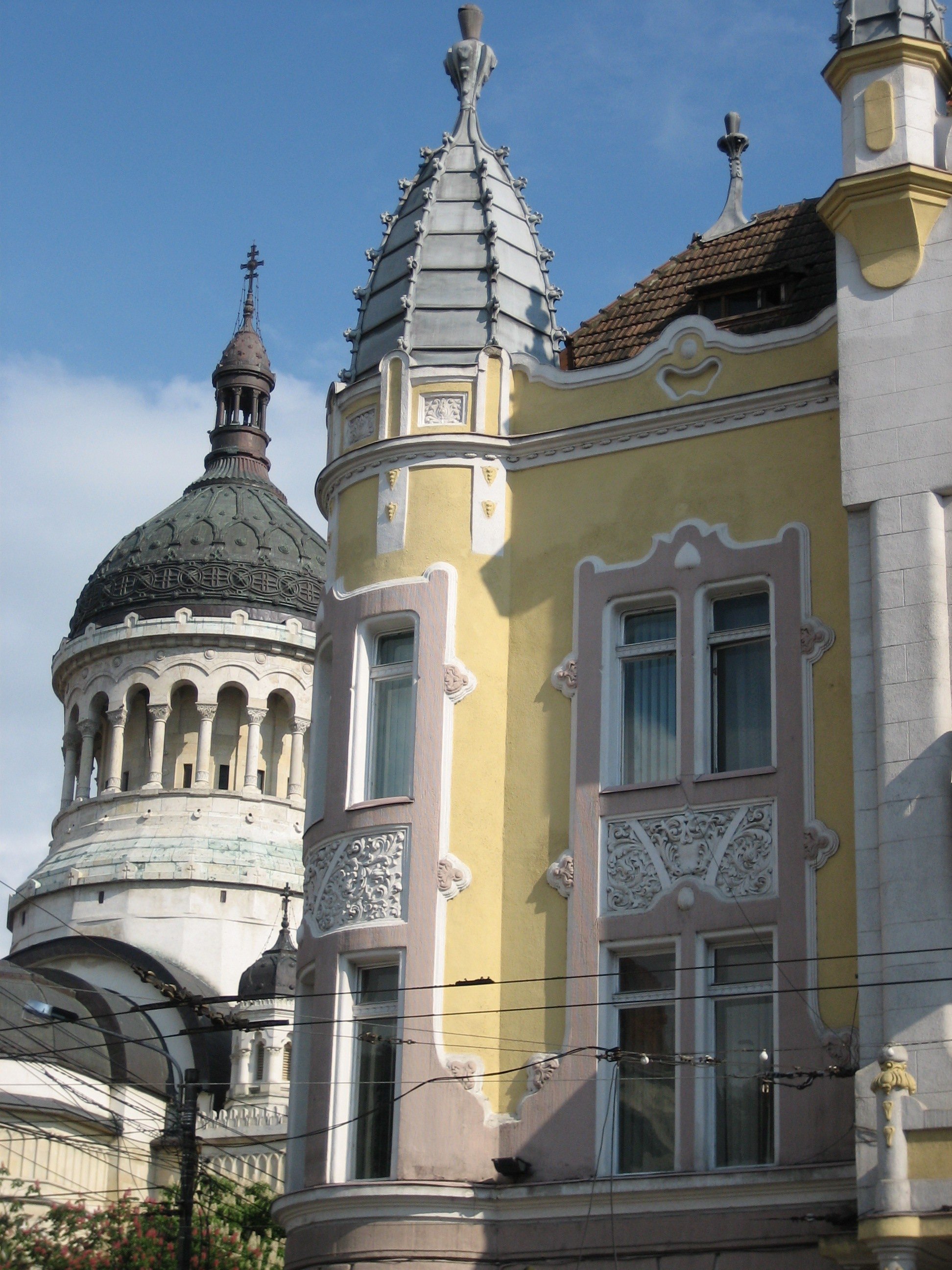
Palazzo del Prefetto del Distretto di Cluj
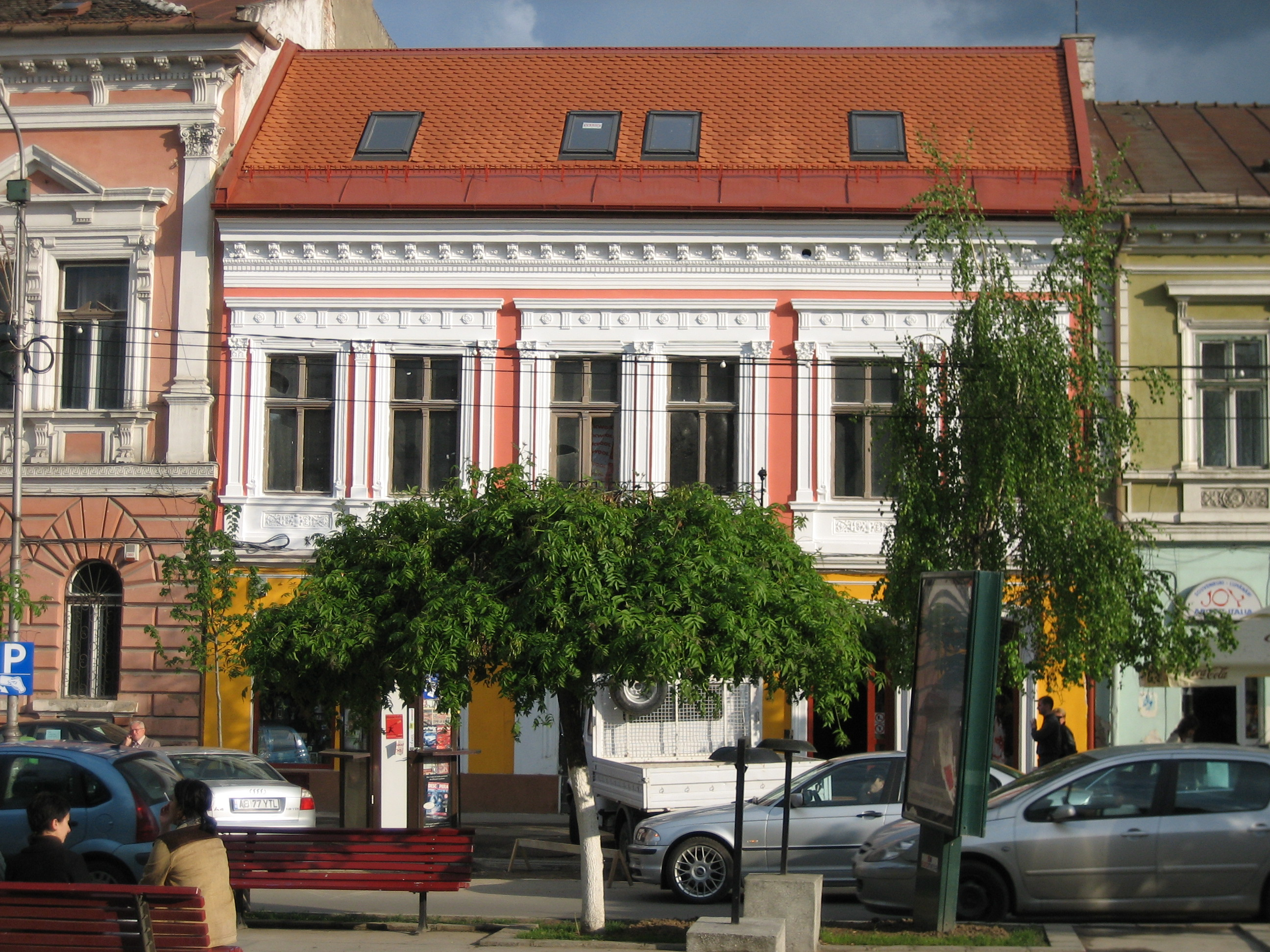
Bulevardul Eroilor
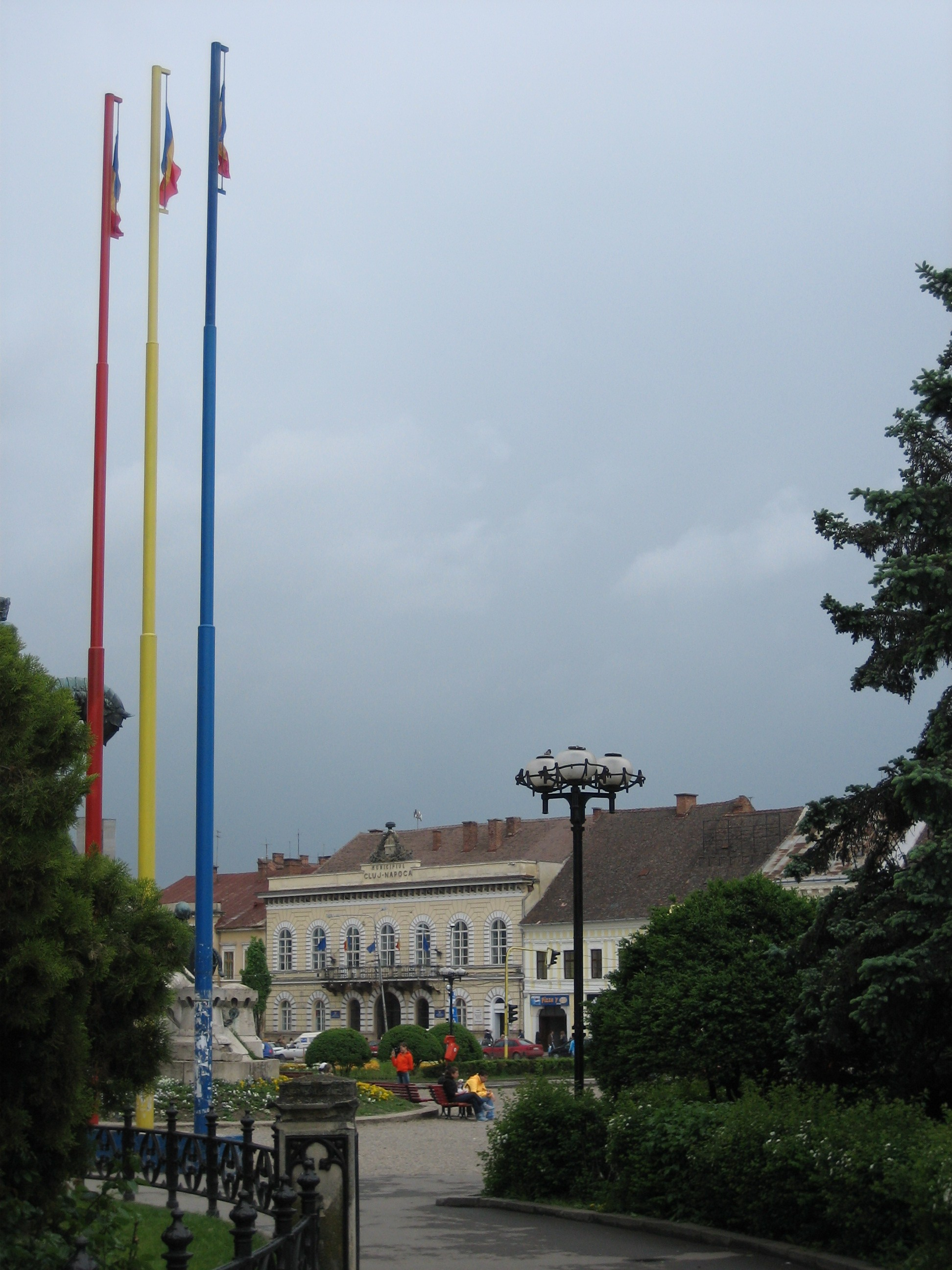
Pennoni nella Piața Unirii
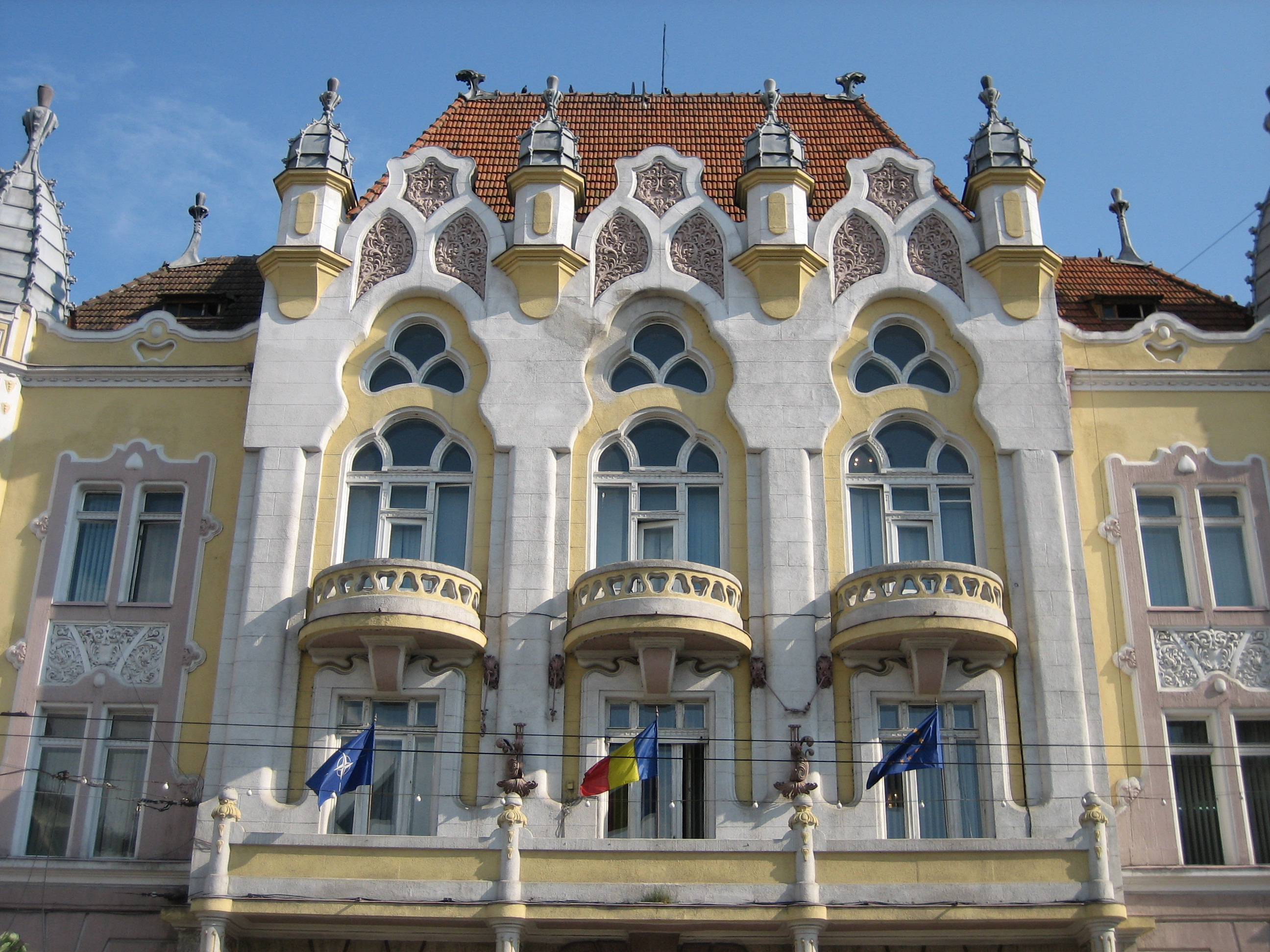
Palazzo del Prefetto del Distretto di Cluj
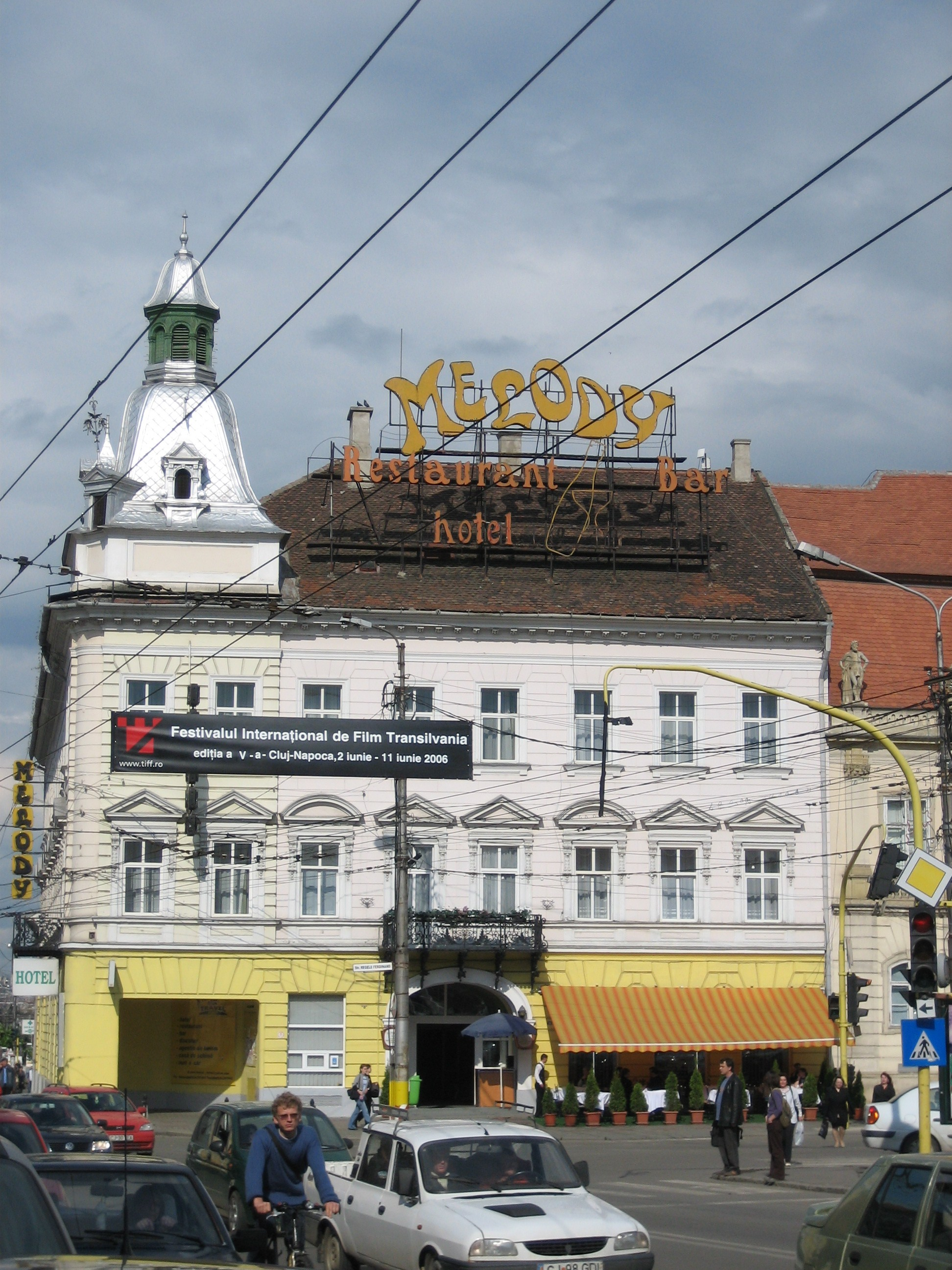
Hotel Melody
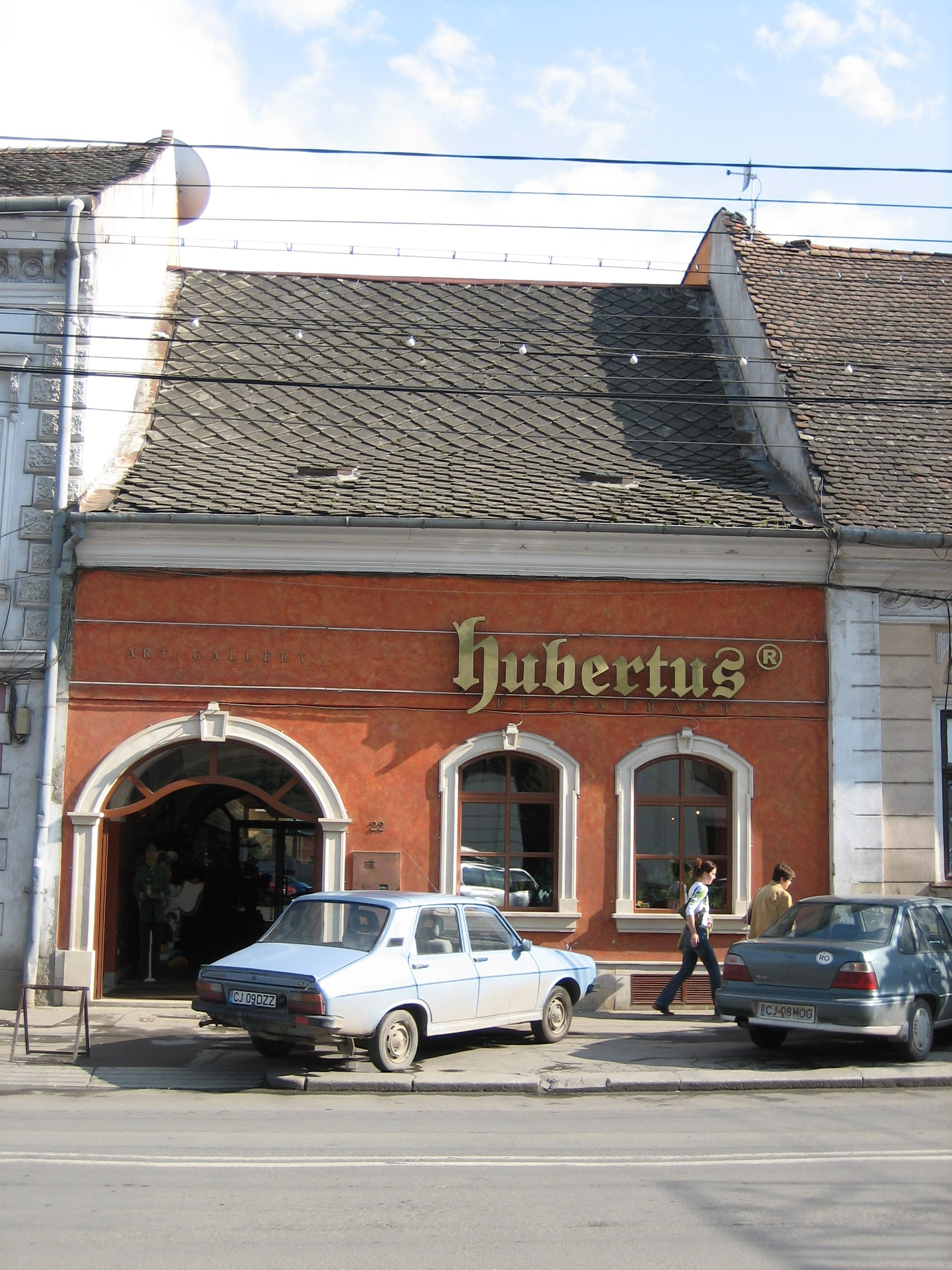
Hubertus
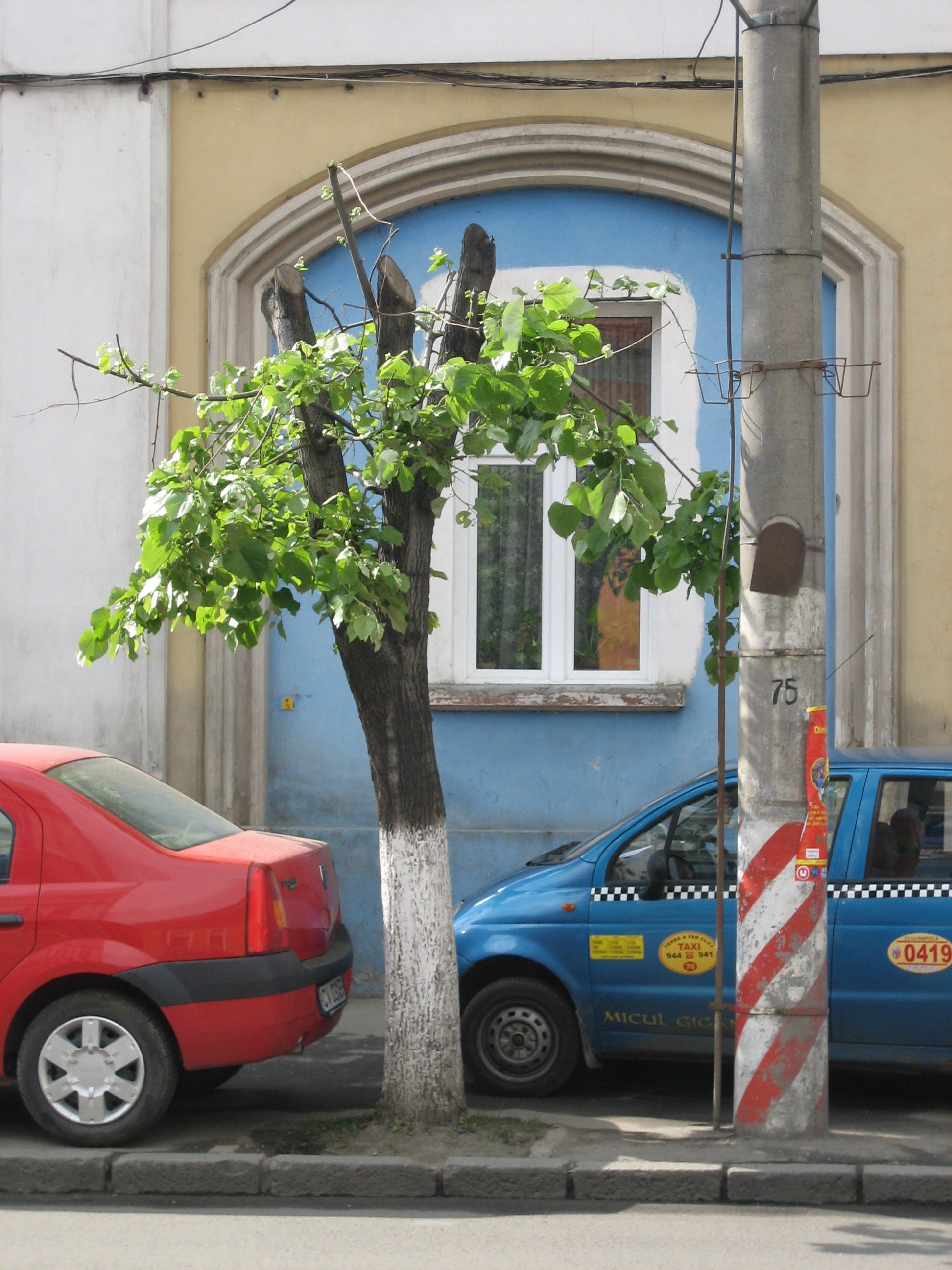
In Calea Moţilor
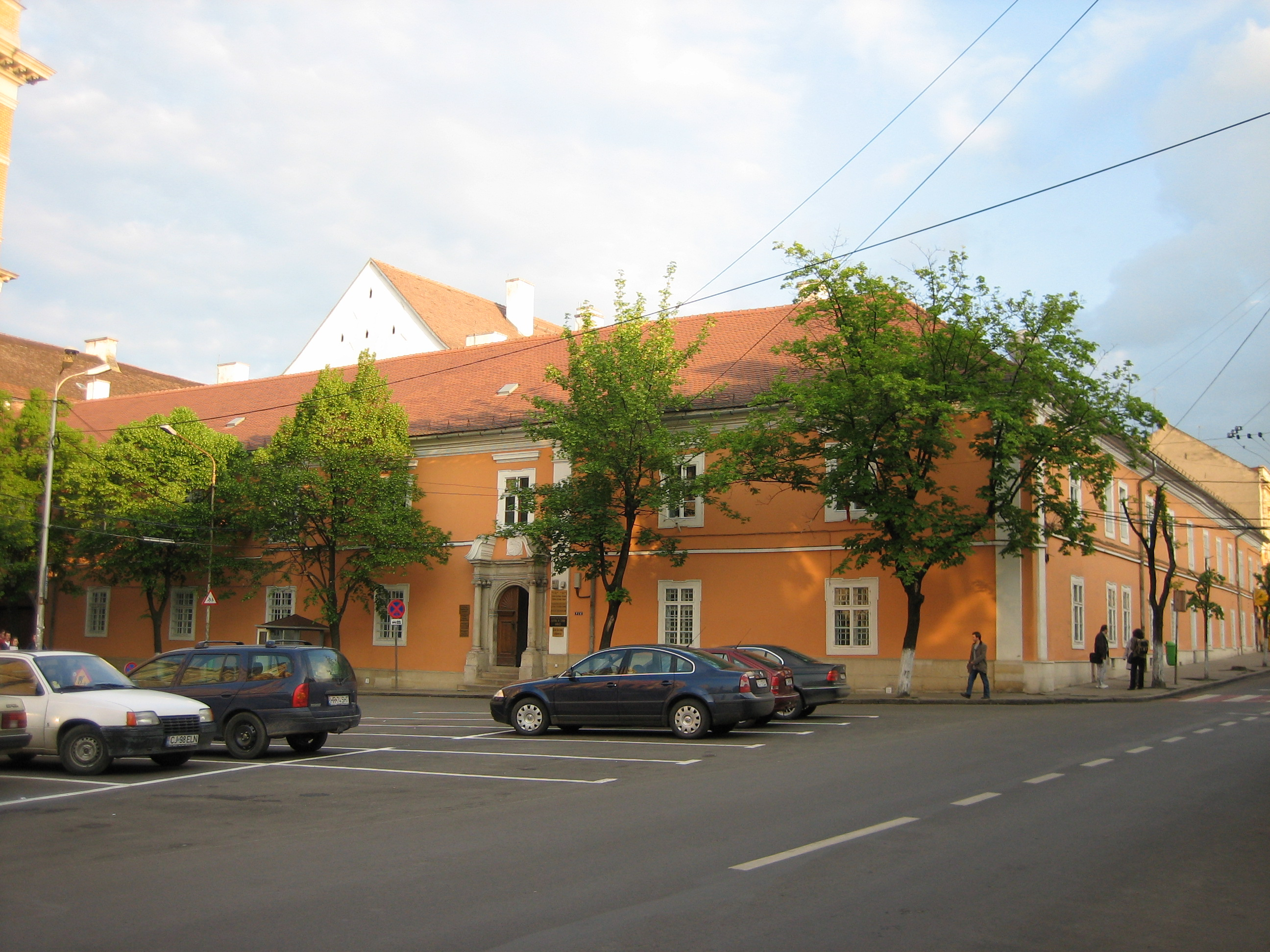
Via di Cluj-Napoca
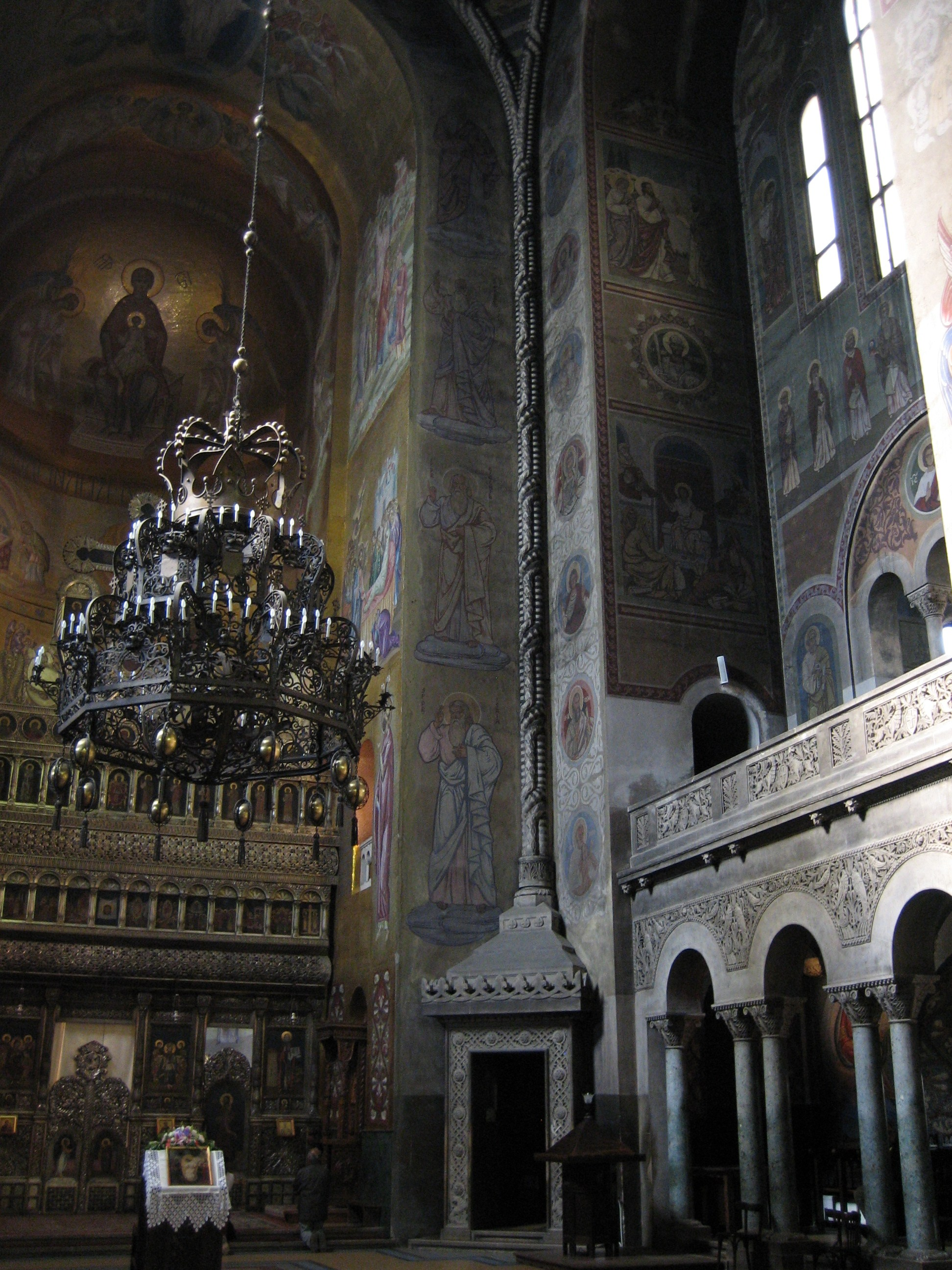
Interno della Cattedrale
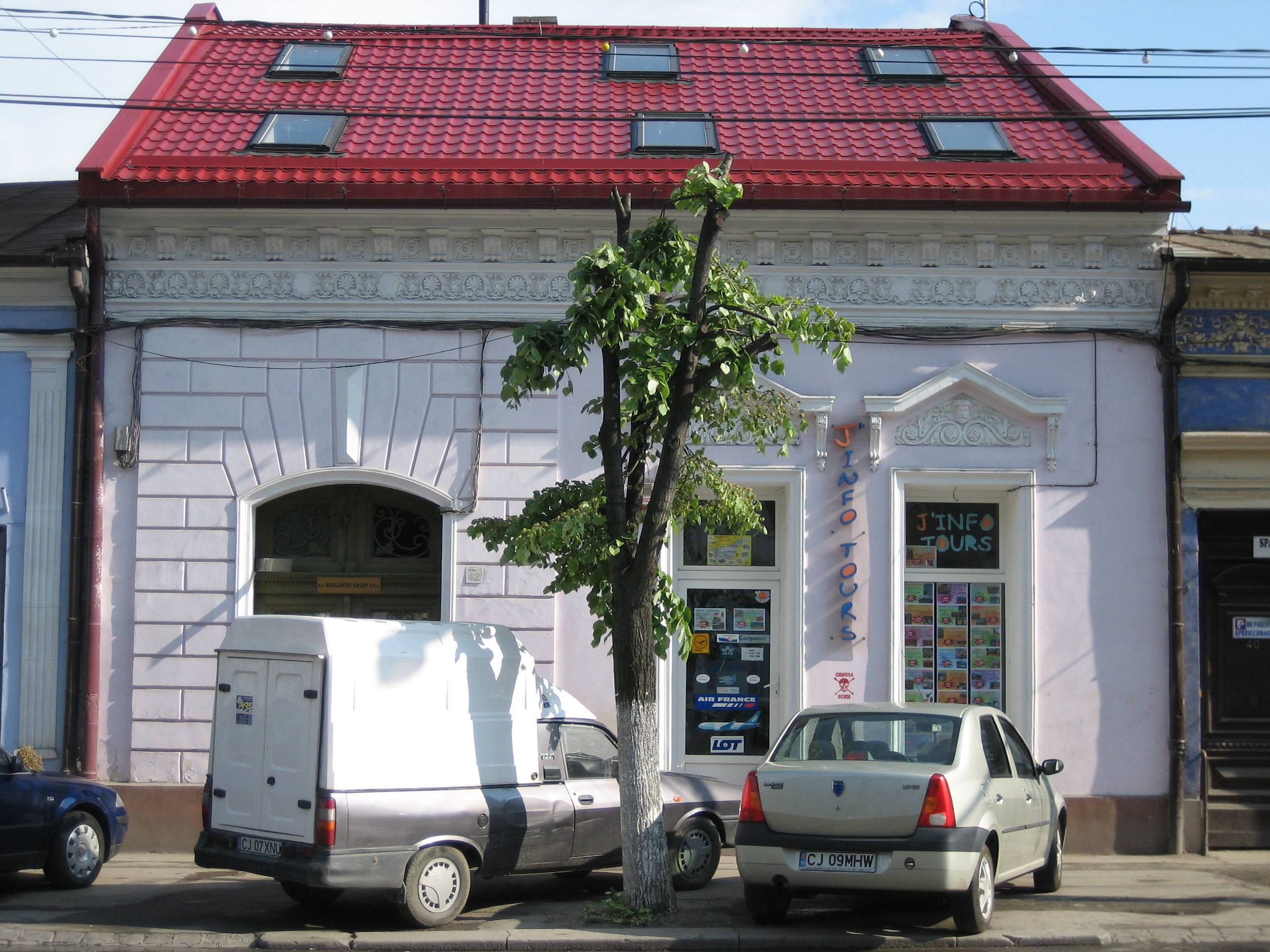
J'Info Tours
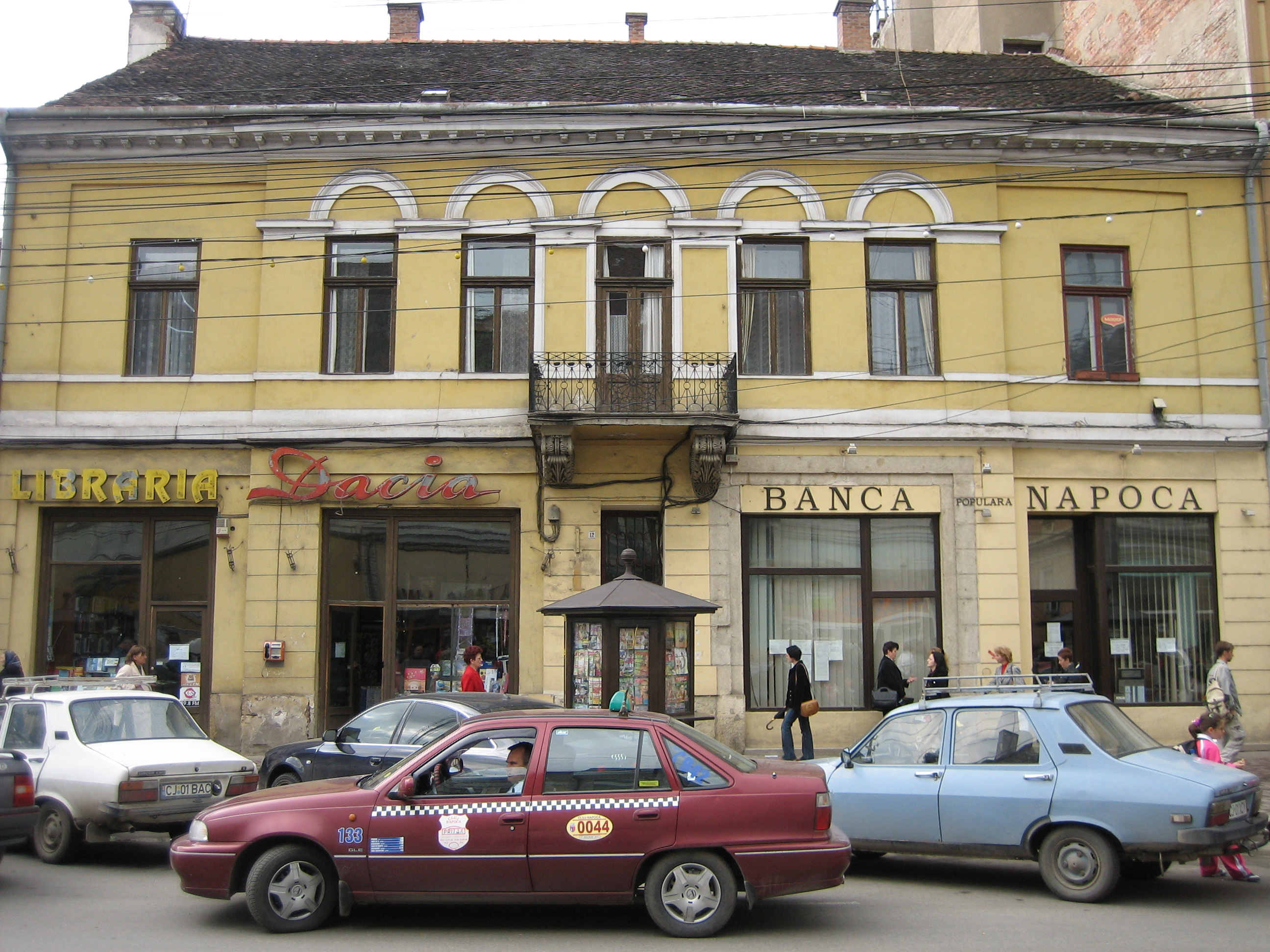
Libraria Dacia
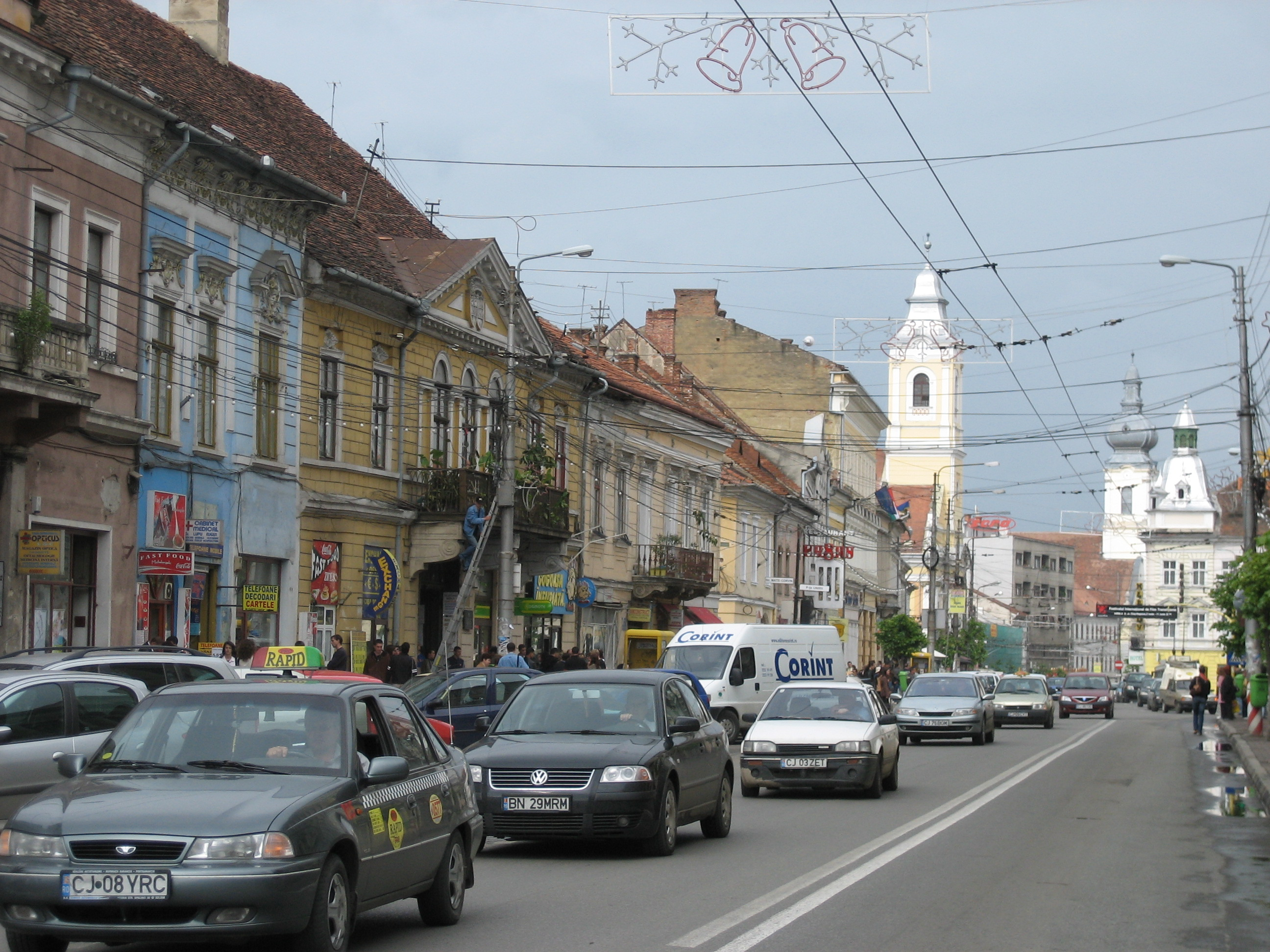
Memorandumului
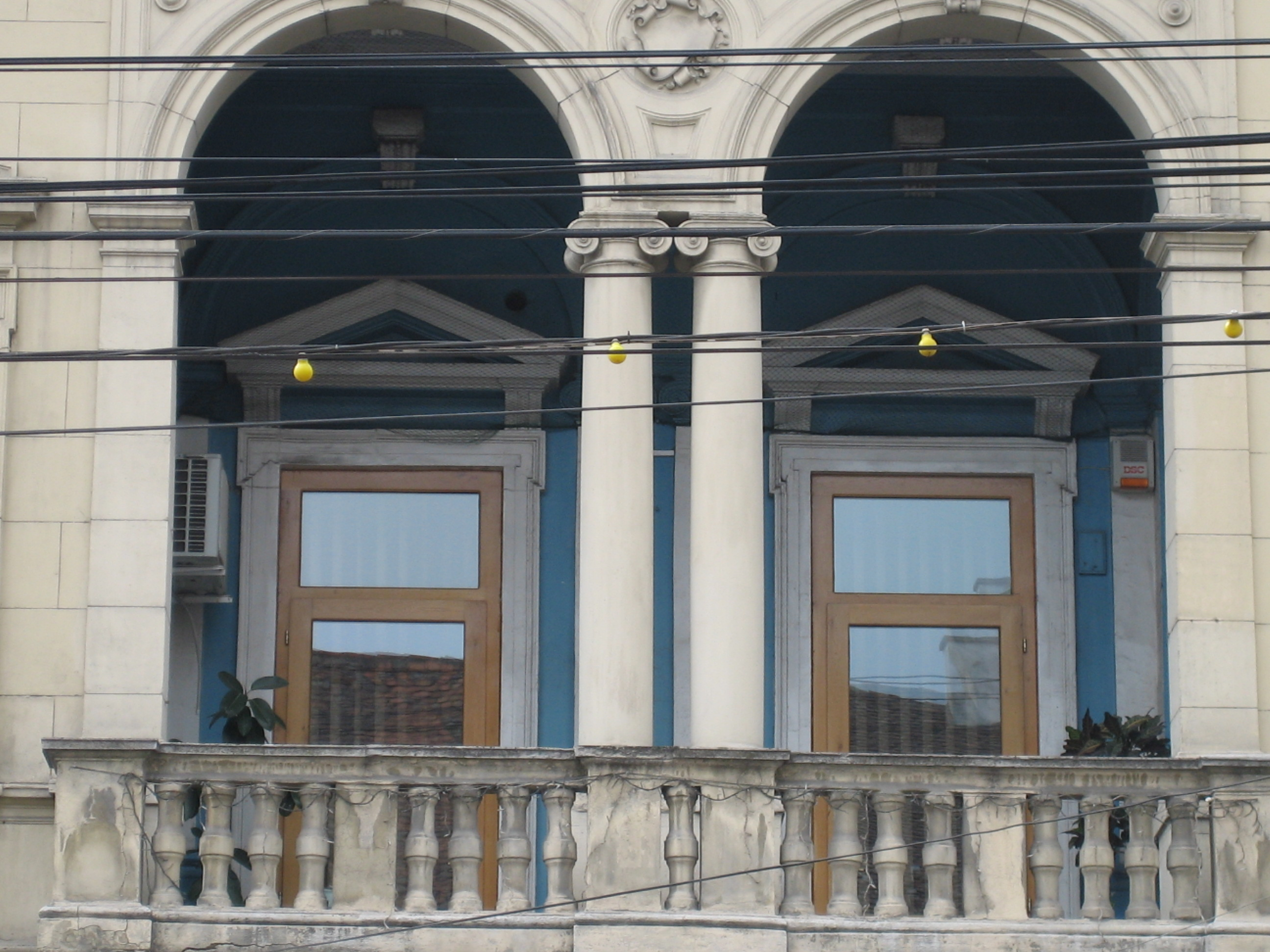
Memorandumului 18
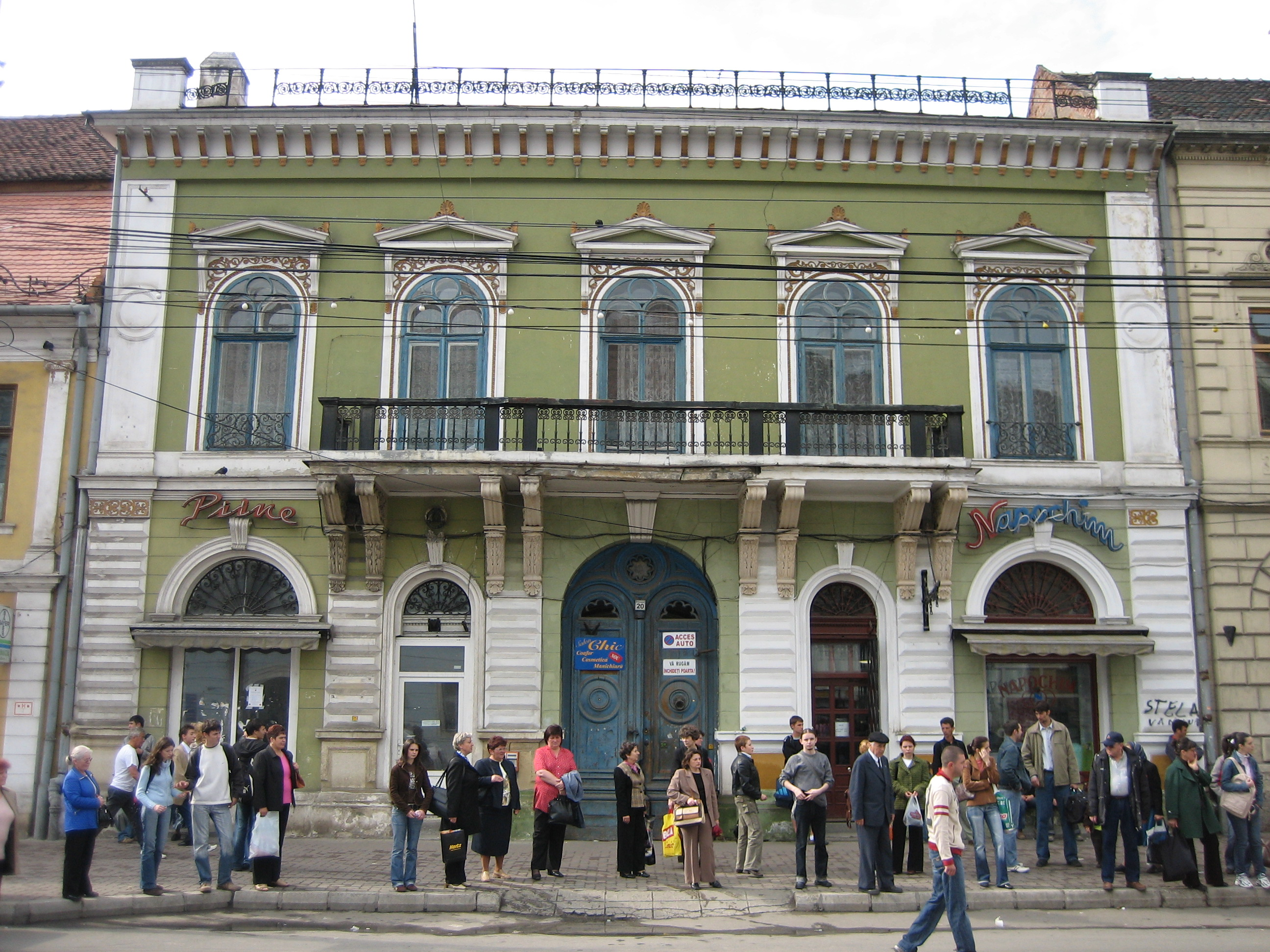
Memorandumului 20
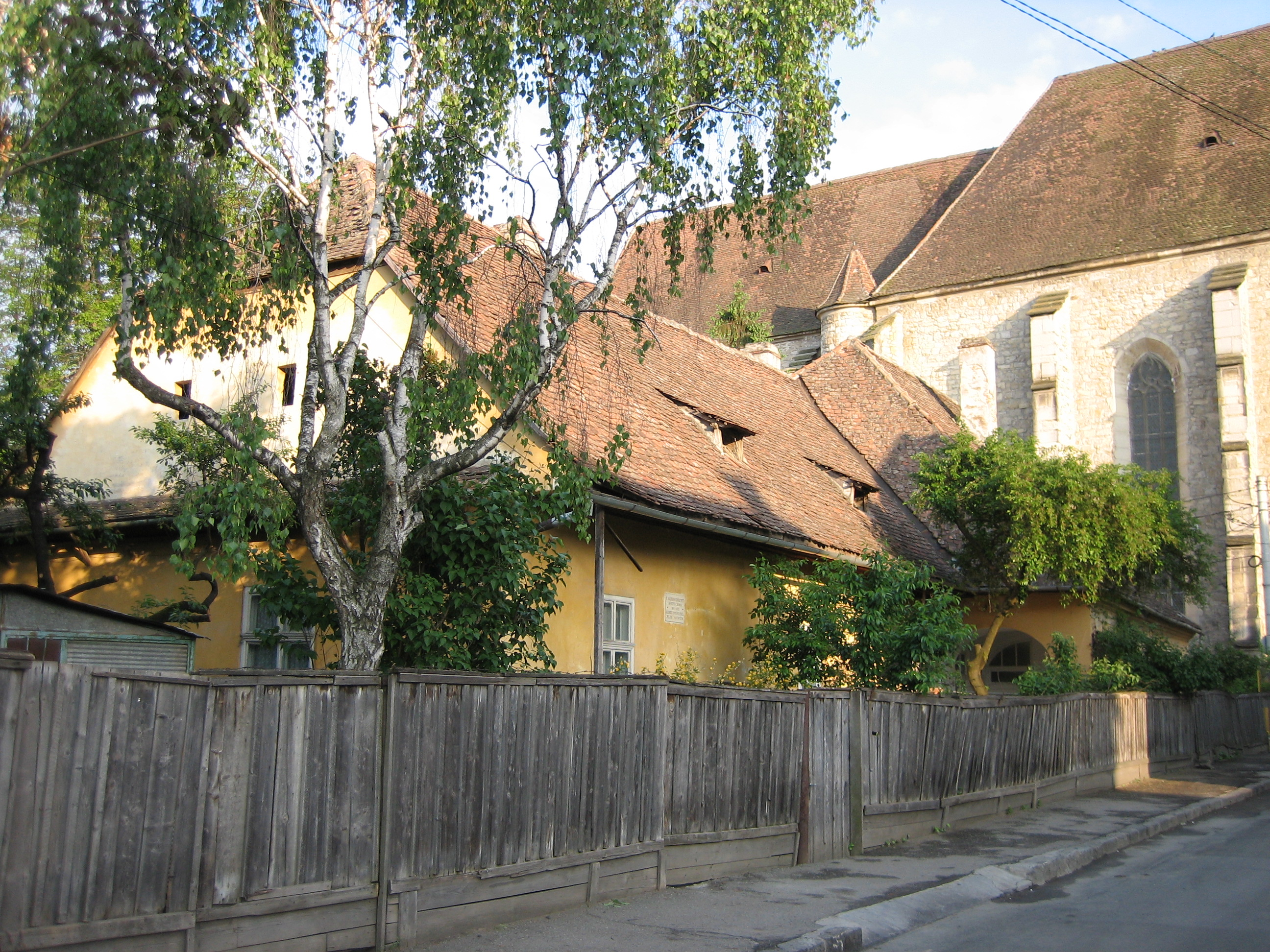
Casa di Cluj-Napoca